# Morano Calabro
Morano Calabro [ˌmoˈraːno ˈkaːlabro] (Murènu [ˌmuˈrɛːnu] in dialetto moranese) è un comune italiano di 3 773 abitanti situato nella zona settentrionale della provincia di Cosenza in Calabria. È uno dei principali centri del parco nazionale del Pollino.
La sua posizione strategica nell'alta valle del fiume Coscile (antico Sybaris di epoca magno-greca) alle pendici del massiccio del Pollino, ha contribuito al suo sviluppo in epoca antica ed al suo splendore nei periodi medievale e rinascimentale, in particolare sotto la signoria dei Sanseverino di Bisignano.

## Geografia fisica

### Territorio
Morano Calabro si trova in una verde zona collinare della valle del fiume Coscile, nei pressi del confine con la Basilicata. Il suo territorio è caratterizzato da rilievi in larga parte della sua superficie, particolarmente accentuati nei versanti posti a nord e a nord-ovest. Un'ampia conca semipianeggiante intervallata da colline si situa a partire dalle adiacenze suburbane: essa è fiancheggiata ad ovest dal borgo sul Colle di Morano e dalle pendici del monte Calcinaia a sud; a nord dal Piano di Ruggio (1.550 m.), dal Monte Pollino (2.248 m.), dalla Serra del Dolcedorme (2.267 m.) e dalla Serra del Prete (2.181 m.); sul versante ionico dai monti Sant'Angelo e Monzone; in quello tirrenico dalla pietrosa scoscesa che conduce al Valico di Campotenese. L'altopiano in cui sorge appunto Campotenese, vista la sua altitudine, ha già caratteri prettamente montani e costituisce il naturale sbocco di accesso alla catena del Pollino che si sviluppa orizzontalmente rispetto ai due versanti calabri. Esso, per via della sua posizione intermedia, separa la catena suddetta dai monti di Orsomarso: il territorio in cui è sito il centro appartiene infatti al complesso montuoso di Orsomarso e Verbicaro, sebbene l'area comunale si espanda come già detto anche a nord, lambendo il crinale della catena del Pollino, e ad ovest costeggiando Mormanno e il monte Timpone del Vaccaro (1.436 m.). La superficie territoriale del comune è pari complessivamente a 116,25 km² ed è compresa fra i 422 e i 2.226 m s.l.m. con un'escursione altimetrica pari a 1.804 m.

#### Caratteristiche del suolo
La singolare conformazione pedologica della zona del Pollino, nonché la differenza di altitudine che si riscontra, contribuiscono alla caratterizzazione del territorio. Si evidenzia infatti un suolo di tipo collinare e montano, con formazioni sedimentarie e vulcaniche, spesso con un substrato calcareo e carsico in particolare nelle doline d'alta quota dove si alternano a zone brulle o radure, ad aree fitte di vegetazione e riaffioramenti rocciosi, in particolare lungo le gole. Concernentemente all'utilizzo delle risorse del suolo, in linea meramente macroscopica esso è sfruttato per colture agricole al 27,02 % della sua estensione totale, mentre le aree boschive e gli ambienti semi-naturali coprono il 72,37 %. Appare evidente che le zone artificiali, ovvero la superficie comunale comprendente l'area urbanizzata e industriale costituisce il restante 0,62 %, pari a 69,64 Ha. L'area boschiva in particolare è piuttosto vasta: oltre al già citato piano di Campotenese e le sue estese aree limitrofe, ricordiamo il piano di Ruggio, i boschi del Monaco, di Pollinello e della Principessa. Le zone boschive sono così suddivise: 12 % boschi misti, 9 % boschi di latifoglie, 27 % di conifere, mentre al pascolo naturale e alle praterie in quota è riservato il 18 % della superficie.

##### Colture ed utilizzo del suolo, flora e fauna
Lo sfruttamento delle aree agricole è praticato tradizionalmente nel territorio in quanto esso rappresentava e rappresenta una delle principali fonti produttive. Le colture che sopravvivono sono in larga parte quelle tradizionali praticate nelle sedi e nei luoghi caratteristici: ciò si deve in buona parte all'estrema pendenza dei versanti montani e alla presenza di aree boschive e di alta quota che sovente le differenzia anche nelle tipologie, sebbene il rapporto fra la superficie agricola totale e quella realmente utilizzata non sia uguale. Le colture pertanto sono prevalentemente seminative in aree non irrigue (13 %), mentre quelle agrarie con spazi naturali coprono circa il 6 %; le colture promiscue (oliveti e vigneti) coprono l'1 % accompagnandosi sovente anche a quelle annuali e stagionali (7 %).
In ragione del divario di altitudine, sul territorio insiste una certa varietà di flora e fauna, differenziantesi man mano che si ascende verso i punti più in quota. Nella fascia tipica della zona collinare e pedemontana, troviamo varie specie arboree, quali ad esempio l'olmo, il gelso bianco e il gelso nero, il cerro, l'olivo, la roverella, il leccio, l'ontano e il pioppo; alle quote più alte invece, oltre al faggio, al pino nero, al carpino e l'acero campestre, incontriamo l'abete bianco e soprattutto il pino loricato, specie rarissima presente sulle più alte pendici. La fauna si popola di tassi, volpi, cinghiali, vi è anche il lupo appenninico, ma negli ambienti acquatici più incontaminati è presente la lontra; non mancano fra gli uccelli il nibbio reale.

##### Idrografia
Il profilo idrografico del comune è assai vivace vista la posizione in cui si contestualizza il territorio. Ad un'altezza di 668 m. è situata infatti la sorgente del già citato fiume Coscile alle pendici del Monte Cappellazzo (1210 m), sovente accompagnato da una fitta vegetazione riparia specie in alcuni tratti localizzati nei pressi dell'abitato. L'attività di intervento artificiale volta alla canalizzazione o allo sfruttamento delle acque del Coscile non è stata del tutto marginale, era altresì necessaria per l'attività agricola o per l'alimentazione dei mulini: l'estensione della rete storica è stimata per una superficie di circa 350 ettari. Lungo gli altopiani circostanti si trovano numerose sorgenti che, come la precedente, hanno carattere prettamente torrentizio, fra queste ricordiamo le sorgenti: Romanie, San Francesco, Pietra del Torno, Del Monaco, Tufarazzo, Serra, Tirone.

##### Sismicità
- Classificazione sismica: zona 2 (sismicità medio-alta), Ordinanza PCM n. 3274 del 20/03/2003

### Clima
| Morano Calabro    | Mesi | Mesi | Mesi | Mesi | Mesi | Mesi | Mesi | Mesi | Mesi | Mesi | Mesi | Mesi | Stagioni | Stagioni | Stagioni | Stagioni | Anno |
| Morano Calabro    | Gen  | Feb  | Mar  | Apr  | Mag  | Giu  | Lug  | Ago  | Set  | Ott  | Nov  | Dic  | Inv      | Pri      | Est      | Aut      | Anno |
| ----------------- | ---- | ---- | ---- | ---- | ---- | ---- | ---- | ---- | ---- | ---- | ---- | ---- | -------- | -------- | -------- | -------- | ---- |
| T. media (°C)     | 8    | 9    | 11   | 15   | 18   | 25   | 29   | 26   | 21   | 15   | 10   | 8    | 8,3      | 14,7     | 26,7     | 15,3     | 16,3 |
| Giorni di pioggia | 13   | 11   | 13   | 9    | 9    | 5    | 3    | 3    | 6    | 10   | 12   | 14   | 38       | 31       | 11       | 28       | 108  |

Da un punto di vista climatico la zona di Morano Calabro è influenzata dalla sua posizione geografica interna, in particolare dai rilievi che cooperano nello schermare il passaggio dell'aria umida marittima dei versanti ionico e tirrenico; inoltre gli stessi divari di altitudine presenti nel suo territorio, contribuiscono alla differenziazione climatica interna. Notevoli e uniformi le precipitazioni su tutto il territorio, in particolare sulle alture, esse si concentrano nei mesi invernali e tardo autunnali, mentre si alternano nei mesi estivi periodi di scarsi o assenti fenomeni.
- Classificazione climatica: zona E, 2 188 GG

## Storia

### Epoca antica

#### Considerazioni sul toponimo "Morano"

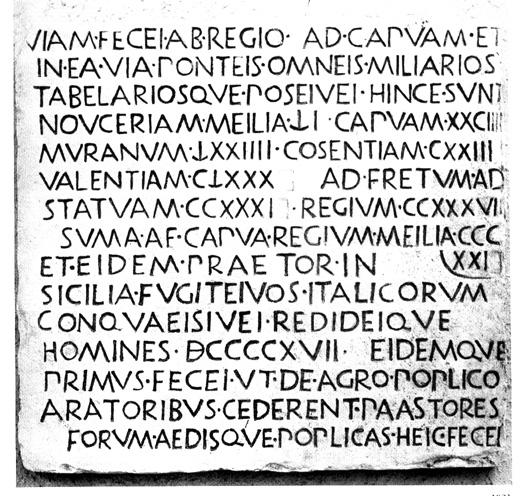
Lapis Pollae (il nome "Muranum" appare all'inizio della quinta riga)

Sull'origine del toponimo non si hanno precise concordanze storiche e si sono ipotizzate varie teorie. Fra le tante, la congettura creatasi sull'erronea supposizione che Morano sia stata fondata o abitata dai mori, giustificata sulla base di una presunta assonanza etimologica. Questa tesi è in realtà del tutto infondata, visto che l'insediamento (accertato dal II secolo a.C.) era preesistente alle incursioni saracene. Lo storico Gaetano Scorza, secondo il quale Morano avrebbe origini più remote rispetto a quelle documentabili (forse magno-greche), convalida la sua ricostruzione rifacendosi al verbo greco μερυω (merùo), cioè "raccogliere insieme, cumulare", chiara allusione alla singolare struttura urbana nella quale gli edifici paiono essere gli uni attaccati agli altri: anche questa proposta però appare poco realistica, perché il borgo ha assunto questo aspetto solo nel lungo corso dei secoli. Da ultimo, lo scrittore Vincenzo Padula nella Protogea del 1871, immagina che il toponimo derivi dall'ebraico Mòren adoperato nel Talmud con il significato di castello, il che proverebbe la fondazione di un fortilizio contemporaneamente allo svilupparsi di un centro urbano, benché sia inverosimile confermare tale esotica etimologia.

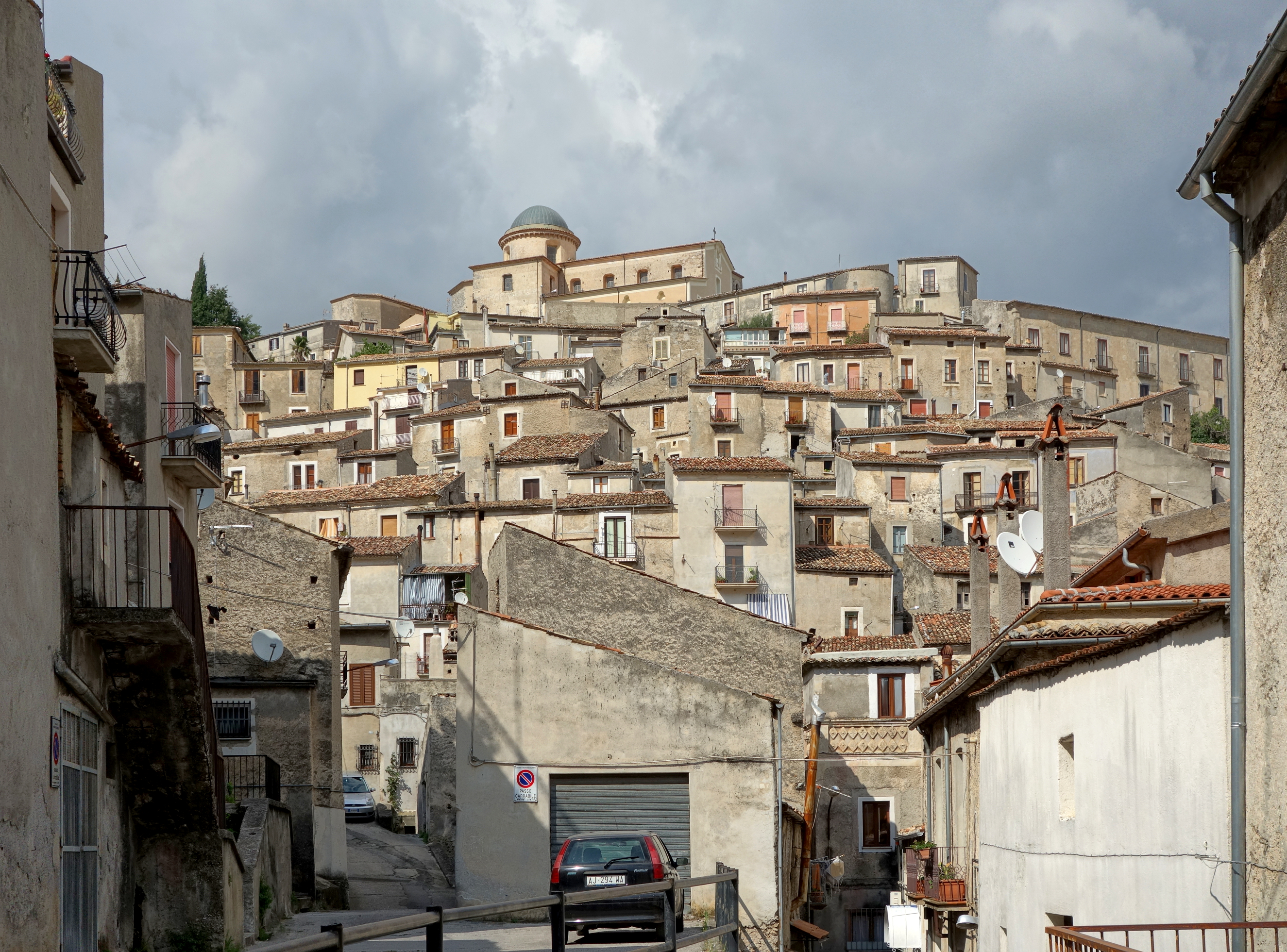
Morano Calabro, scorcio dal centro storico

Dunque il Muranum latino storicamente attestato dalle fonti, pone chiara luce sulla sua esistenza in epoca romana e riapre la questione sulle origini, avvalorando un'ipotesi fortemente plausibile, ma non suffragata da risultanze storiche inconfutabili. Poiché il suffisso latino prediale -anum indica in questi casi vasti fondi e proprietà di una data famiglia importante della zona, non appare senza fondamento supporre che si tratterebbe di un antroponimo, derivante di Murus o Murrus, da cui il nome Muranum.
L'appellativo Calabro venne aggiunto in epoca post-unitaria con un decreto di Vittorio Emanuele II del giugno 1863, per distinguerlo da Morano sul Po.

#### Primi insediamenti e la fondazione diMuranum
I più evidenti riscontri sulla esistenza del borgo risalgono al II secolo a.C., periodo nel quale è possibile collocarla con esattezza, benché ciò non smentisca un'ipotetica preesistenza. A questo proposito, i richiami di alcuni autori dei secoli passati sembrano convalidare la tradizione di un'origine magno-greca o precedente. Ad esempio, Giovan Leonardo Tufarello congettura riguardo ad una remota fondazione degli Enotri, i quali dopo aver lungamente perlustrato i dintorni e trovato il sito dove dimorare, esclamarono «Hic moremur!», da cui si originerebbe fantasiosamente Morano dal verbo mŏror. Altri come Gabriele Barrio credevano che il paese fosse la ricostruzione della antica Sifeo (o Xifeo) che sorgeva nei paraggi sul crinale dell'attuale colle di Sassòne e che venne distrutta. Le fonti degli autori tradizionali, lontane da metodologie di ricerca attendibili, offrono tuttavia una traccia che sembra emergere da recenti ricognizioni archeologiche. I rinvenimenti presso Sassòne, lasciano senz'altro immaginare che sui luoghi ci fossero attività umane già in epoca protostorica, essendo il territorio un crocevia per numerose direttrici di transito, come si confermerà nelle epoche successive. In merito a un insediamento greco, fra le recenti scoperte si considerano il rinvenimento di monete di Thuri e di alcune sepolture con corredo vascolare nelle contrade Foce e Santagada a ridosso del fiume Coscile, cosa che attesterebbe la continuazione di vita nella zona fin dall'epoca arcaica.
Gli storici dunque, pur riscontrando attività antropiche nel territorio in epoche remote tali da far pensare a un proto-insediamento, confermano senza dubbi l'esistenza di Muranum solo in epoca romana come stazione della Via Capua-Rhegium, strada consolare comunemente denominata via Annia-Popilia. Il toponimo compare per la prima volta in una pietra miliare del II secolo a.C., la cosiddetta Lapis Pollae (o lapide di Polla), nella quale sono contrassegnate le distanze fra le antiche città romane: Morano vi compare come tappa già presente ai tempi della sua costruzione, precedente a Cosentia alla distanza di 49.000 passi, pari a 74 km. Tuttavia, la statio dell'antica Muranum, sebbene non attesti la contemporanea sussistenza di un centro abitato, lo fa senz'altro supporre visto che proprio la presenza sull'epigrafe pare suggerirne una qualche importanza. A tal proposito si suppone che la fondazione romana possa esser posta cronologicamente in concomitanza alla conquista della vicina Nerulum, occupata dal console Quinto Emilio Barbula nel 317 a.C..Successivamente, Morano la si ritrova con il nome di Summuranum nel cosiddetto Itinerario di Antonino (III secolo d.C.) e nella Tabula Peutingeriana (III secolo d.C.). L'importanza strategico-militare del sito apparve subito evidente ai Romani, come in precedente epoca greca lo era stata per ragioni prevalentemente commerciali e di transito.. Da Morano poteva infatti esercitarsi il controllo dell'area della Valle dell'Ospedaletto, la quale a nord-ovest, attraverso l'altopiano di Campotenese, è in comunicazione con la Valle di San Martino sotto l'influenza di Nerulum: così sarebbe stato possibile mettere in comunicazione il territorio di bacino dei rispettivi fiumi, ossia il Laos (per gli insediamenti di Nerulum e Lainum) e il Sybaris (per Muranum e rispettiva area fino a Thurii).

### Medioevo

#### Labattaglia di Petrafòcu
La prima significativa notizia storica di epoca altomedievale, si fa risalire alle incursioni saracene del X secolo. La tradizione attesta che a quell'epoca i moranesi vinsero i saraceni in un leggendario fatto d'armi ricordato come la battaglia di Petrafòcu, svoltasi nelle adiacenti campagne. Ad essa oggi ci si richiama come simbolo dell'indipendenza cittadina in una annuale azione storica in costume, la Festa della bandiera, oltre che iconograficamente nello stemma comunale. L'episodio - tra l'altro così rinvenuto in un documento del tardo seicento dallo storico Cappelli - pare essersi sedimentato nella memoria civica collettiva, come prova il richiamo simbolico alla testa del moro già dal 1561. Benché con il tempo la battaglia sia stata assorbita dal mito, ciò non esclude la reale possibilità di uno scontro con l'invasore saraceno; anzi è da ritenersi più che probabile viste le continue incursioni avute fra alterne vicende dal IX al XI secolo. Tuttavia, essendo stata occupata la vicina Cassano proprio dai saraceni nell'anno 1031 durante le successive episodiche invasioni, è facile intuire che, per la sua strategica posizione, anche Morano infine venisse occupata; dunque l'accaduto sarebbe da ritenersi come un glorioso episodio di resistenza al nemico, trasmesso da una tradizione originariamente orale. In quegli anni infatti, le scorribande musulmane da parte del fratello di Abul-Kasem-Ibn-Hasan del 976 e del 986 si fecero più sanguinose, concentrandosi fra il nord della Calabria, la Lucania e le Puglie, dunque appare poco probabile che Morano ne restasse esclusa.

#### Considerazioni sulla Morano medievale
Seguendo la cronologia dei vari signori di Morano, il primo del quale si abbia notizia pare essere Apollonio Morano, che la tenne in feudo sicuramente dal 1239; in seguito fu dei Fasanella, di Antonello Fuscaldo e nel XIV secolo passò quindi ai Sanseverino di Bisignano. Tuttavia, in età medievale il borgo fu per un certo tempo libero comune, ed è opinione dello storico Salmena ritenere che Morano abbia goduto in maniera significativa di numerosi privilegi e immunità, tali da rendersi concorrenti a un pieno dominio feudale. A tal proposito, questa posizione può essere giustificata dalla Platea del 1546 compilata da Sebastiano della Valle su decreto dell'imperatore Carlo V: documento di essenziale importanza nel quale venivano distinti i diritti feudali da quelli spettanti al Seggio di Morano ed al popolo. Redatta come reintegra di un documento simile del 1400, dalla sua lettura si evince una certa emancipazione delle famiglie maggiorenti locali, che sostenevano precedenti libertà e consuetudini tali da incidere in maniera più o meno significativa sulla diretta disponibilità del feudatario stesso. La stratificazione temporale di questo stato di cose, lascia ben immaginare al Salmena l'idea non infondata di una Morano libera de facto in alcuni periodi, mentre in altri permaneva come feudo avente numerose franchigie di natura economica, gestionale, difensiva. A convalida di questa tesi si riporta: in primo luogo, il fatto che Morano non abbia mai avuto annesso a sé nessun titolo di principe, marchese, duca o conte; secondariamente, la presenza di famiglie di origine locale che godettero di diritti allodiali e trattamenti nobiliari, fra le quali infatti si distingueranno i De Feulo, De Guaragna, Della Pilosella, Dell'Osso, Tufarelli, Salmena/Salimbeni ed altre.
È quindi assai probabile che Morano non fosse ancora infeudata ai Normanni nel 1190, ovvero che mantenesse lo status di città regia. Di conseguenza, in quello stesso anno Enrico Kalà, generale dell'imperatore Svevo Enrico VI, decise di potenziarne le fortificazioni per meglio controllare i Normanni asserragliati nelle vicinanze. I soldati di Ottone tuttavia distrussero Morano nel 1208, e poi fu proprio per intercessione del Kalà presso Federico II che il borgo, con alcune città vicine, venne successivamente ricostruito e ripopolato. A questo periodo si suppone risalga il nucleo primigenio di privilegi e immunità che per consuetudine saranno riconfermati secoli dopo sia dalla Platea del 1400 che da quella del 1546.

### Dal '400 all'epoca moderna

#### Lo scontro dellascala di Morano
Nell'ultimo decennio del XV secolo, Morano fu protagonista di un avvenimento a margine delle prime fasi delle guerre d'Italia, ossia il passaggio del Gran Capitano Consalvo de Córdoba. L'episodio, da menzionare come scontro della Scala di Morano, avvenne nel 1496 durante il transito del condottiero andaluso lungo le Calabrie a capo delle truppe del re Ferdinando. Giungendo dalla vicina Castrovillari, Consalvo si trovò a fronteggiare un'inaspettata schermaglia dei moranesi lungo la salita detta scala di Morano, oggi nota come il Crocifisso. Le fonti storiche a questo punto divergono, affermando da un lato, che l'imboscata venisse compiuta da contadini e popolani di Morano; dall'altro, che questi fossero guidati (o istigati) da un manipolo di notabili del borgo avversi alla monarchia aragonese. Qualunque siano stati gli oscuri antefatti, il Córdoba fu costretto a ripiegare nuovamente su Castrovillari vista la resistenza degli abitanti. Venuto quindi a conoscenza che nel castello di Laino si rifugiarono alcuni nobili ben armati, fra i quali il Conte di Mileto e Alberico Sanseverino, il Capitano aggirando il blocco, riuscì ad occupare Morano, stanando a sorpresa gli imboscati nel loro rifugio. È possibile che in detto scontro il Sanseverino restasse ucciso, mentre gli altri congiurati furono neutralizzati; tuttavia, è voce comune che Morano fosse risparmiata dai saccheggi delle truppe. A questo punto si deve rilevare che la vicenda, come storicamente accertabile, si tinge dei colori del mito. Infatti dopo lo scontro, si narra che il gran Capitano incontrò un frate francescano lungo la strada verso Morano, il quale cercò di dissuaderlo dal compiere atti di rappresaglia contro i moranesi. Una volta giunto in paese e varcata la soglia della chiesa di San Bernardino, Consalvo riconobbe proprio nella statua del Santo le stesse sembianze del monaco nel quale si era imbattuto lungo il cammino. Così, deposta la spada ai suoi piedi, si convinse a non infierire sugli abitanti. Non è chiaro se questo mito sia scaturito da un artificio dello stesso Consalvo, sta di fatto che da tale racconto pare si origini la devozione a San Bernardino, che la tradizione vuole aver assunto il patronato di Morano a seguito di questo episodio.

#### La signoria Sanseverino
La famiglia Sanseverino di Bisignano, come anticipato, acquisì il feudo di Morano a partire dal XIV secolo. Il legame dei suoi esponenti verso i loro domini fu sempre stretto, ed in particolare testimoniarono il loro mecenatismo costellando Morano di pregevoli tracce storico-artistiche e di numerose liberalità, inaugurando quello può definirsi un periodo aureo sia sotto il profilo culturale che economico. Fra i lasciti sanseveriniani si citano ad esempio la fondazione votiva del Monastero di San Bernardino da Siena patrono della città (1452), l'ampliamento del castello (1515) e la costruzione del Palazzo de lo conte coevo, ai piedi dell'abitato. Il principe Pietro Antonio Sanseverino, maggior esponente della famiglia del periodo, accordò inoltre numerose concessioni con il noto atto Capitoli e Grazie, ratificato in Morano il 1º agosto 1530; inoltre suo figlio, Niccolò Bernardino (ricordato per gli orti botanici sanseverini di Napoli), vi nacque nel 1541 dal suo secondo matrimonio con Erina Kastriota-Skanderbeg: gli venne dato come secondo nome quello del santo patrono locale, a suggellarne il legame. Niccolò Bernardino, fu l'ultimo esponente del ramo, poiché dalle sue nozze con Isabella della Rovere, non nacque che il figlio Francesco Teodoro morto precocemente. Passando in seguito i feudi in mano alla figlia di sua sorella Giulia Orsini, questi vennero progressivamente alienati prima della controversa causa che portò Luigi dei Sanseverino di Saponara come erede legittimo. Anche Morano venne ceduta, passando nel 1614 ai Principi Spinelli di Scalea, che lo manterranno fino all'eversione dal feudalesimo durante il periodo napoleonico nel 1806.

#### Epoche successive
Il borgo seguì successivamente le sorti del Regno delle due Sicilie e del nascente Regno d'Italia.
Una nota particolare merita il grande flusso migratorio che ha interessato il borgo fra l'ultimo ventennio del XIX secolo e i primi del '900, così come è attestato da un drastico calo demografico. Gli abitanti censiti nel 1881 sfioravano le 10.000 unità, mentre nel 1901, dopo vent'anni, erano 6.596. Gran parte di questi flussi erano indirizzati all'estero, in particolar modo verso alcuni paesi dell'America Latina: Brasile, Colombia, Costa Rica e Guatemala. All'inizio degli anni ottanta, il comune di Morano Calabro si è gemellato con la città di Porto Alegre, capitale del Rio Grande do Sul, in Brasile, per l'alta concentrazione di moranesi, stimati intorno alle quindicimila persone.

### Simboli

#### Stemma
Descrizione
Sul fondo dell'arme di colore azzurro campeggia una testa di moro con il fez, il quale richiama simbolicamente alla battaglia di Petrafòcu del 1076, nella quale i moranesi sconfissero i saraceni portando in patria come trofeo il capo sanguinante di un loro soldato o capo di guarnigione. Tale aneddoto è inoltre evocato più esplicitamente dall'aulica scritta classicheggiante Vivat sub umbra (che stia sotto l'ombra [il moro]). Alla base, sono rappresentati tre monti che sono: Morano, Sant'Angelo di Colloreto e Pietrafoco.
Note storiche
Le origini dello stemma di Morano Calabro risalgono al 1561, anno in cui venne scolpito su una lastra marmorea posta sull'antica fontana di piazza san Nicola ai tempi del sindacato di Decio Feulo. Alla composizione più antica dello stemma si sono aggiunti alcuni arricchimenti nei periodi successivi, fino all'attuale aspetto che ne rappresenta un definitivo compendio. Infatti, nella forma più risalente nel tempo, la testa di moro veniva rappresentata con barba e cappello conico senza i tre colli sottostanti, in maniera assai simile alla effigie del sigillo dell'Universitas Morani con le due varianti ad oggi pervenuteci: la prima, nel motto Vivat sub Umbra a cui era aggiunto il sostantivo morus (il moro) e la scritta Arma Morani; la seconda, di tipo iconografico, nella quale la testa del moro era presentata su un piatto o una coppa.
Dal principio del XVII secolo a seguire, lo stemma venne riprodotto oltre che su altri monumenti cittadini, quali la fontana di piazza Maddalena del 1604, anche sul frontespizio dell'opera a stampa dell'erudito Giovan Leonardo Tufarello, il trattato della Sagnìa del 1599, consistente in uno scudo con tre monti sormontati dalla testa del moro.
Dal 1982, negli atti ufficiali del comune, spesso si affianca lo stemma della città di Porto Alegre, capitale del Rio Grande do Sul in Brasile, con cui la cittadina di Morano Calabro è gemellata.

## Monumenti e luoghi d'interesse

### Architetture religiose

#### Chiesa arcipretale dei Santi Pietro e Paolo

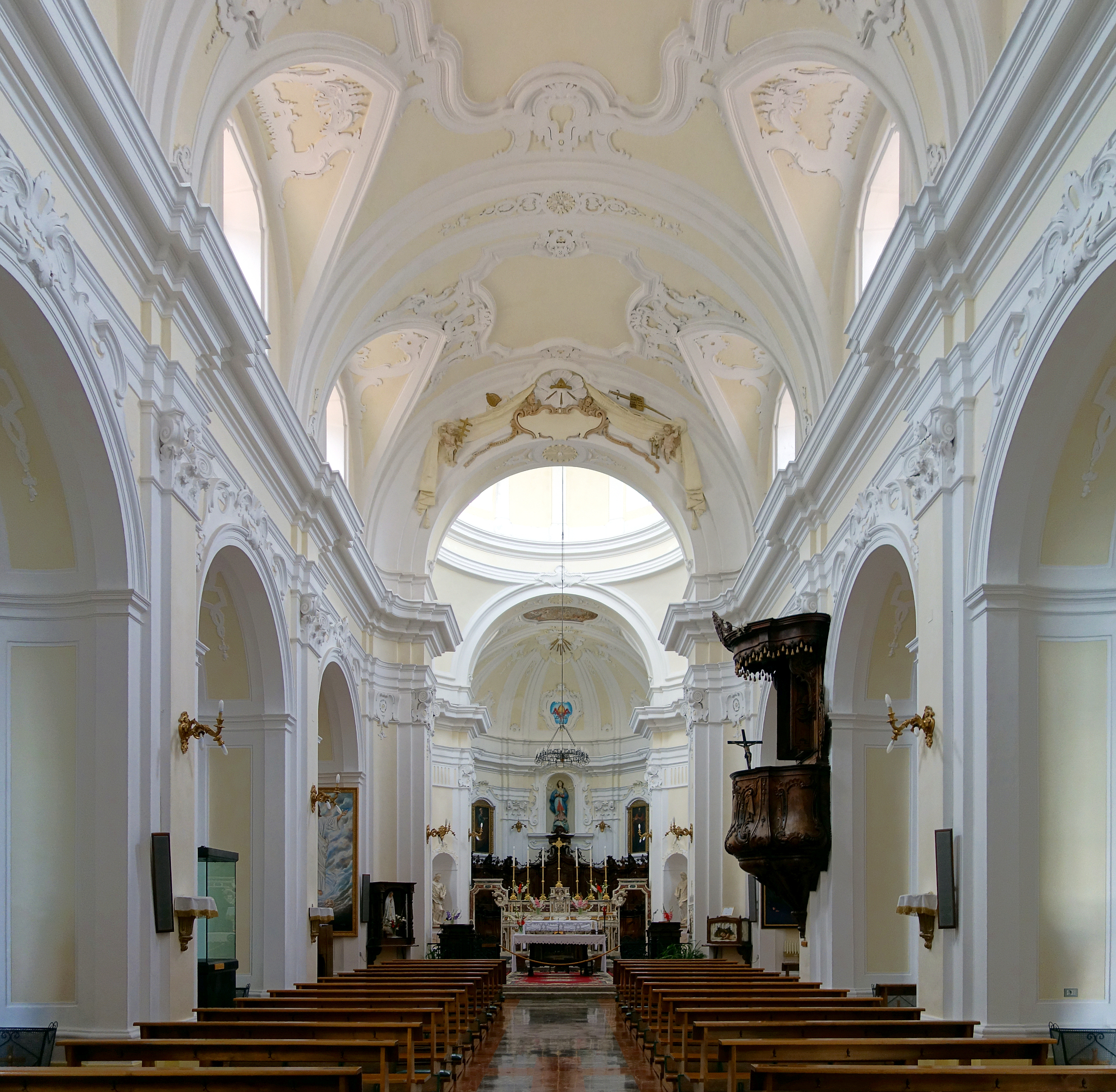
L'interno della chiesa

Situata sulla sommità dell'abitato nei pressi del Castello, la fondazione risale intorno all'anno mille, probabilmente al 1007. Sulle attuali architetture hanno inciso una serie di interventi successivi, ad eccezione del campanile in pianta quadrangolare di epoca medievale, che dell'impianto originario mantiene la posizione visivamente arretrata rispetto alla chiesa. La facciata a falde laterali ribassate a capanna, ammodernata in epoca barocca, è sormontata nel timpano da una nicchia con la statua di San Pietro attestabile al periodo angioino. L'interno in tre navate a pianta basilicale è decorato da delicati stucchi in stile rococò (seconda metà del secolo XVIII).
Le numerose opere custodite sono testimoni di un arco temporale che comincia dal XV secolo ai primi decenni dell''800. Si segnalano: un sarcofago in bassorilievo appartenente alla famiglia feudale Fasanella, un affresco raffigurante la Vergine delle Grazie proveniente dall'omonima cappella e una Croce Processionale in argento di Antonello de Saxonia del 1445. Risalgono al XVI secolo quattro statue in marmo di Carrara eseguite da Pietro Bernini scultore toscano attivo a Napoli, nonché padre del celebre Gian Lorenzo, raffiguranti: Santa Caterina d'Alessandria e Santa Lucia del 1592, San Pietro e San Paolo del 1602. Del medesimo periodo sono una Candelora, statua appartenente probabilmente alla bottega di Giovan Pietro Cerchiaro, un San Carlo Borromeo di Ignoto di scuola napoletana (1654) su un altare policromo del periodo, un Compianto sul Cristo morto e due tele raffiguranti i Santi Pietro e Paolo del Pomarancio, parti di un trittico appositamente commissionato dall'Università di Morano per la congregazione di Santa Maria della Pietà. Importante è la presenza di due pale d'altare del seicento: l'adorazione dei pastori e la Madonna in trono col Bambinello e quattro Santi, attribuite al calabrese Giovan Battista Colimodio (1666). Della seconda metà del XVIII secolo è il Coro realizzato fra il 1792 e il 1805, capolavoro d'intaglio di Mario ed Agostino Fusco. Sul lato sinistro della balaustra, è un pregevole organo portatile del XVIII secolo.

#### Collegiata di Santa Maria Maddalena

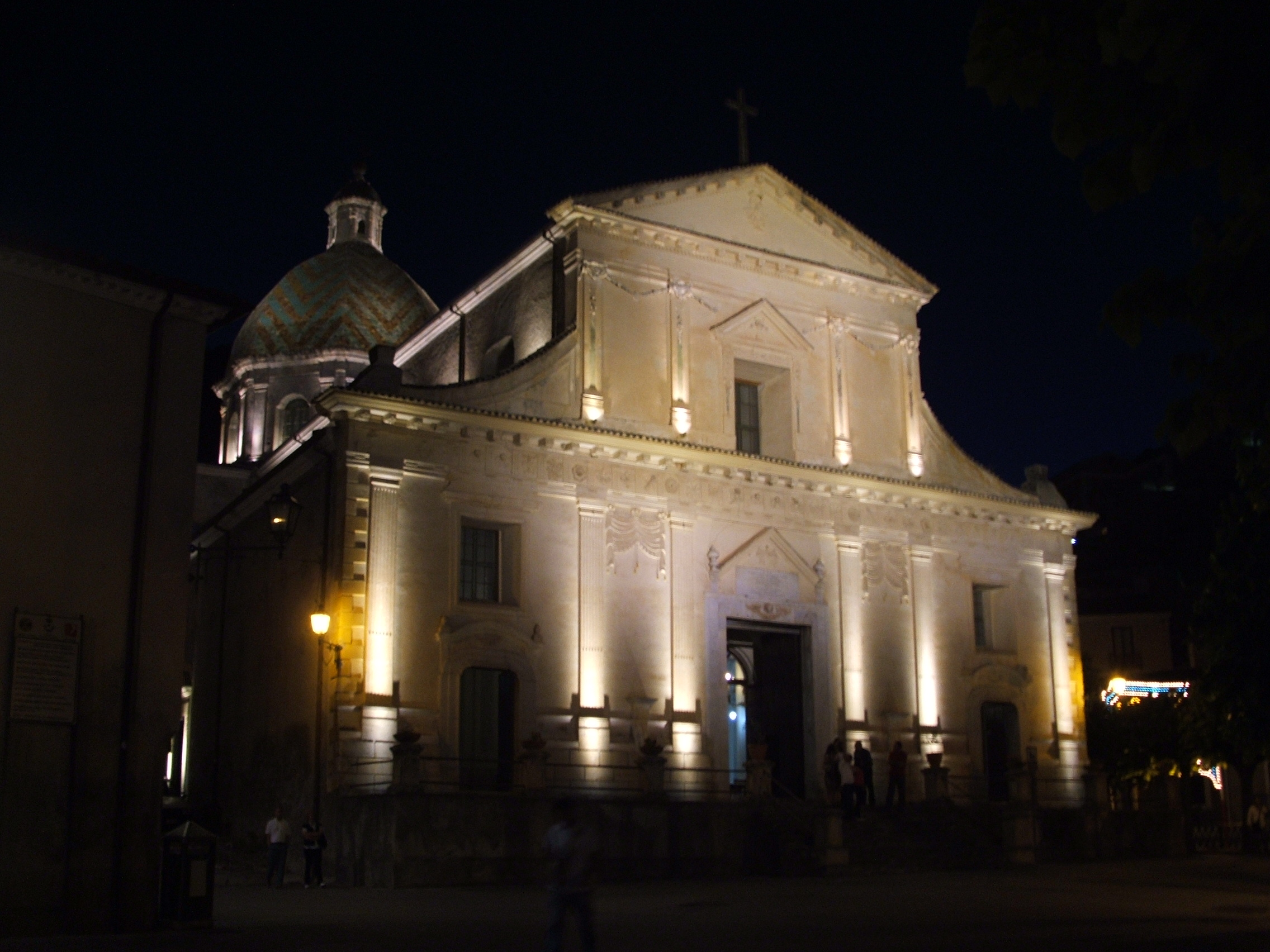
Collegiata di S. Maria Maddalena (facciata)

Il Polittico Sanseverino fu realizzato nel 1477 dal pittore veneto Bartolomeo Vivarini su commissione del feudatario Geronimo Sanseverino oppure del vescovo Rutilio Zenone, per il Monastero di San Bernardino da Siena. Dopo vari tentativi di trafugamento e un accurato restauro, dal 1995 è custodito presso la cappella di San Silvestro, nella sagrestia della Collegiata della Maddalena.
Vi si trovano raffigurati: sul pilastro laterale sinistro, San Giovanni Battista, San Nicola di Bari e Santa Caterina d'Alessandria; sul destro, San Gerolamo, Sant'Ambrogio e Santa Chiara d'Assisi. Al centro è collocata in trono la Vergine Maria con il Bambinello, ai lati della quale troviamo San Francesco d'Assisi  (a sinistra) e San Bernardino da Siena (a destra). In alto è raffigurato il Cristo Passo, fra Sant'Antonio di Padova (a sinistra) e San Ludovico da Tolosa (a destra). La predella, forma una base sulla quale sono rappresentati il Cristo benedicente che fa ala ai dodici apostoli.
Fondata nel 1097 al di fuori della cinta muraria come piccola cappella, l'accresciuto numero di fedeli rese necessario ampliarla nella seconda metà del XVI secolo per mandato del prevosto don Giuseppe La Pilosella. Assunto il titolo di collegiata il 3 febbraio 1737 con bolla di papa Clemente XII, nel 1732 venne ristrutturata un'ultima volta in pianta basilicale a croce latina a tre navate, mentre l'apparato decorativo commissionato a Donato Sarnicola, le conferì la sua attuale veste tardo barocca ritenuta fra gli esempi più ispirati dell'arte del tempo in Calabria. Il campanile (1817) e la cupola (1794) furono rivestiti successivamente di maioliche in stile campano di colore giallo e verde nel 1862. La facciata, completata negli anni '40 del XIX secolo in stile neoclassico, è ripartita in due livelli divisi da una cornice marcapiano costituita da triglifi e metope con simbologie classicheggianti con paraste doriche e ioniche contornate negli spazi da ghirlande.
Fra le numerose opere d'arte, appartengono alla scuola di Pietro Bernini un ciborio e due angeli oranti facenti parte del corredo sacro; mentre è del celebre scultore del rinascimento meridionale Antonello Gagini la Madonna degl'Angioli (1505) proveniente dal monastero di San Bernardino e posta su un altare del transetto destro. In chiesa è anche una Adorazione dei Magi che riporta una firma frammentaria, ma riconducibile al pittore locale Francesco Schifino, a lungo attivo anche a Firenze. La pala non è databile con certezza e non è possibile sapere se sia stata eseguita prima o dopo il soggiorno toscano.
La scuola napoletana del Settecento è ben rappresentata da alcune pale d'altare. Fra gli autori e le opere più significative si citano: Francesco Lopez, autore de L'immacolata (1747), L'Addolorata, san Giovanni Battista e alcuni santi (1748); famiglia Sarnelli, Miracolo di San Francesco di Sales (1747), L'incoronazione della Vergine (1747) e la Madonna del Rosario e alcuni Santi; Giuseppe Tomajoli, Morte di San Giuseppe (1742) e la cimasa di San Giovannino dello stesso periodo; ed infine, del pittore moranese Lo Tufo, La Vergine fra i santi Silvestro e Giovanni Battista (1763) e Le anime del Purgatorio.
Fra i manufatti lignei sono assai pregevoli il coro (1792), il pulpito ed alcuni stipi sacri realizzati fra la fine del Settecento e i primi anni dell'Ottocento da Mario ed Agostino Fusco. Sul fondo dell'abside, proveniente dal monastero di Colloreto, è un fastigio in marmi policromi dei primi del secolo XVII completato dalle statue di Sant'Agostino e Santa Monica con al centro Maria Maddalena orante, attribuita a Cosimo Fanzago o al Naccherino, cui fanno ala due puttini dello stesso periodo.
La sagrestia, è ricoperta da un raro soffitto a cassettoni di manifattura locale tardo cinquecentesco appartenente all'antico apparato, contemporaneo ad un fonte per oli sacri in marmo; qui è inoltre esposto il c.d. Polittico Sanseverino di Bartolomeo Vivarini del 1477. Sono custodite inoltre numerose reliquie di santi, fra cui una pietra del Santo Sepolcro e un'orma del sandalo di S. Francesco da Paola lasciata su una roccia del monte Sant'Angelo nell'atto di benedire la Calabria prima di recarsi in Francia.

#### Chiesa e Monastero di San Bernardino da Siena

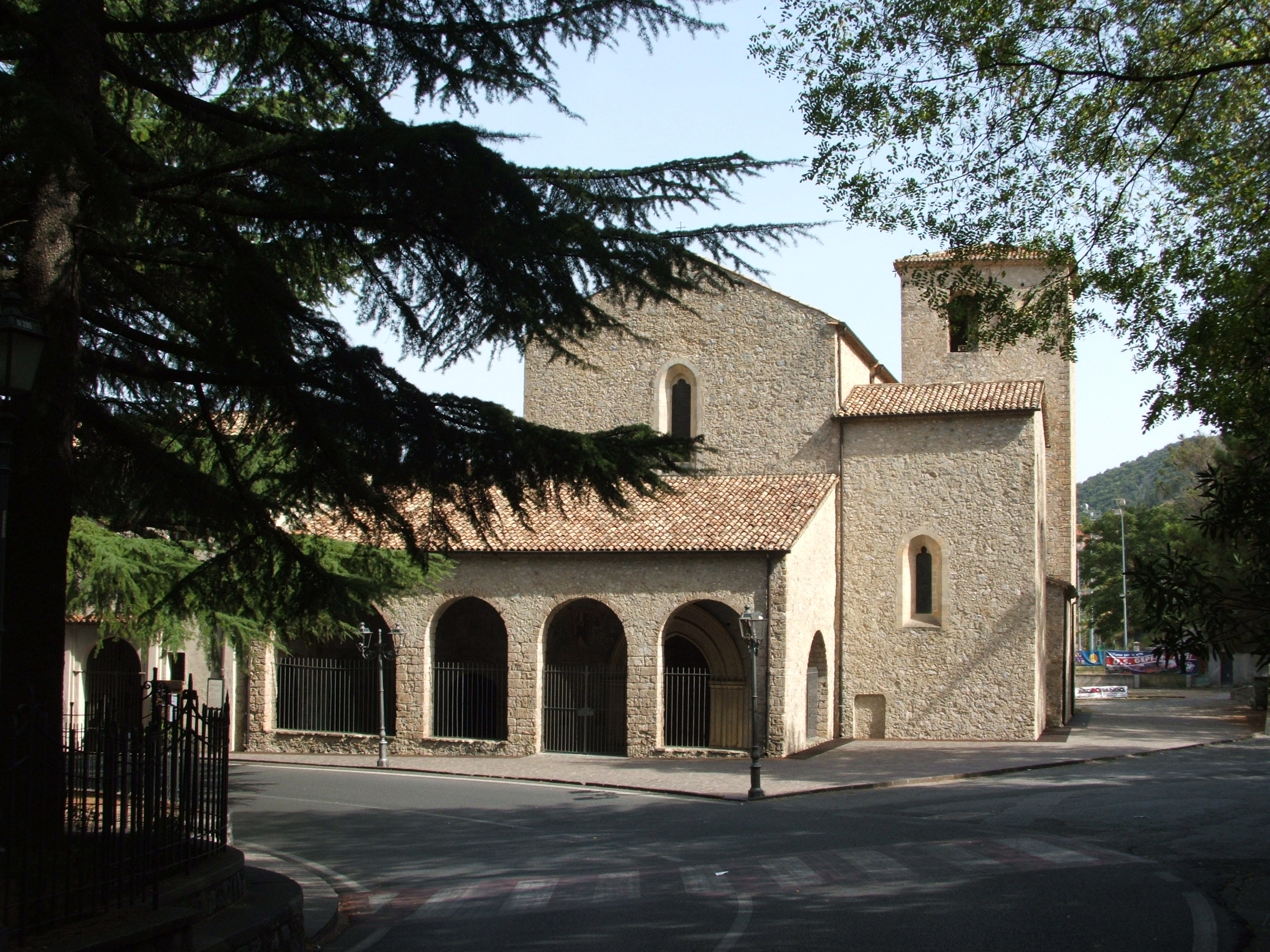
Monastero di San Bernardino

Il complesso monastico in stile tardo gotico è un esempio paradigmatico di architettura francescana del '400, fra i migliori rintracciabili in Calabria; inoltre, un accurato restauro in anni recenti, ha consentito il recupero di quasi tutti gli elementi strutturali originari. Fondato dal conte Antonio Sanseverino di Tricarico, se ne autorizzarono i lavori con bolla di Niccolò V del 31 maggio 1452. L'edificazione risale principalmente a due motivi concorrenti: al mecenatismo dei Sanseverino che volevano dotare di un'opera prestigiosa uno dei principali centri dei loro possedimenti, infine a ragioni di consonanza politica originata dallo stretto legame emerso in quegli anni fra la monarchia aragonese e l'Ordine dei minori osservanti. I lavori, protratti per oltre un trentennio, si conclusero con la consacrazione del 23 aprile 1485 dal vescovo di San Marco Argentano Rutilio Zenone.
L'esterno è in linea alla sobrietà delle architetture ispirate agli ideali francescani. La chiesa occupa l'intero fianco destro e il suo ingresso è aperto da un portico sulla cui parete di fondo appaiono tracce di affreschi risalenti agli inizi del XVI secolo. Al disotto è il portale d'accesso alla chiesa in pietra tufacea a sesto acuto, ed un secondo di minori dimensioni con arco ribassato che immette nel chiostro del monastero. L'interno è costituito da una navata centrale divisa sul fondo dal presbiterio attraverso un grande arco a sesto acuto; lungo l'intero lato destro di questa, ulteriori tre arcate a sesto acuto conducono in una piccola navatella laterale ripartita in due ambienti. Ventiquattro colonne di forma ottagonale in tufo sorreggono il chiostro, nel quale insistono tracce di affreschi in lunette realizzati fra il 1538 ed il 1738 e rappresentanti la vita di san Francesco d'Assisi.
L'edificio fu protagonista di una storia travagliata dovuta a numerosi atti di rimaneggiamento d'epoca barocca (1717) e all'abbandono nel 1811 a seguito dello scioglimento degli ordini monastici durante il periodo napoleonico. Destinato nel 1843 a seminario estivo, ospitò in seguito i locali delle scuole pubbliche, i cui interventi architettonici come la muratura del portico, lo compromisero gravemente. Alcuni locali furono adibiti a deposito di legname e nel 1898 un incendio distrusse buona parte dell'ala est, rimasta diruta fino ai primi anni 2000. Un grande intervento di restauro attuato negli anni cinquanta a cura del professor Gisberto Martelli ripristinò la chiesa ed il portico allo stato originario, mentre il monastero fu recuperato nei decenni successivi, ed è oggi divenuto un complesso polifunzionale. Nell'antica sala del refettorio si tengono le sedute del Consiglio Comunale.
Il soffitto della navata centrale della chiesa è in legno lavorato a quadri carenato alla veneziana. Sotto l'arco principale è posizionato un crocefisso del XV secolo ad opera di Ignoto meridionale dai connotati fortemente drammatico-realistici; ai suoi piedi era posizionato il già citato Polittico Sanseverino, ed in alto a sinistra domina uno splendido pulpito con baldacchino del 1611 con decorazioni di gusto classicheggiante e raffigurazioni in bassorilievo di alcuni santi. Appartiene al corredo sacro un coro ligneo datato 1656 ed un leggio del 1538 posti nell'abside.

#### Chiesa di San Nicola di Bari
Situata nel cuore del centro storico, l'ingresso si apre sulla piazzatta da cui prende il nome fra i vicoli del quartiere Giudea, nei pressi della più antica fontana moranese e dell'antico seggio cittadino dell'Universitas di cui teneva il patronato. La facciata è semplice, con un portale a sesto acuto con archivolto in muratura sul quale si trova rappresentato un affresco raffigurante San Nicola.
La chiesa si sviluppa su due piani sovrapposti. La cripta sottostante di epoca altomedievale, è dedicata a Santa Maria delle Grazie ed è considerata fra le costruzioni più antiche del borgo. Fra le opere custodite si annoverano: un giudizio universale in olio su tela di Angelo Galtieri (1737), alcune statue lignee e tele del Seicento, e nella sagrestia un Espositorio in argento fuso sbalzato e cesellato del XVIII secolo, corone di santi della seconda metà del secolo XVIII e del terzo decennio del XIX secolo, calici in argento fuso del XVII secolo, un reliquiario del XVI secolo, oltre ad una piccola scultura in alabastro dorato del secolo XVI raffigurante la Madonna del Buon Consiglio.
Il piano superiore, in navata unica, è stato edificato negli anni intorno al 1450, ma rimaneggiato invasivamente in epoca barocca. Oggi delle architetture quattrocentesche non rimane traccia se non nel portale d'ingresso, ma si ha ragione di credere che l'interno fosse simile a quello del monastero di San Bernardino, con soffitto in legno ed arco a sesto acuto che dominava l'altar maggiore, così come ritenuto dallo storico Salmena. Fra le opere, meritano particolare attenzione un dipinto di Pedro Torres del 1598 con la Madonna tra Santa Lucia e Santa Caterina d'Alessandria, una Circoncisione risalente alla prima metà del XVII secolo ed attribuibile al pittore locale Francesco Schifino, per diverso tempo attivo anche a Firenze, purtroppo ridotta ai lati per essere adattata alla cornice settecentesca, un Crocifisso ligneo di Ignoto del secolo XVI, uno splendido confessionale del Frunzi (1795), una Annunciazione del 1735 di Angelo Galtieri, altre pale d'altare coeve ed un coro di Agostino Fusco del 1779.

#### Convento dei Padri Cappuccini
Costruito fra il 1590 ed il 1606, il monastero dei Cappuccini è una struttura semplice, tipicamente francescana. La presenza dei frati minori si attesta già nel 1598: in questi anni infatti venne ceduto il fondo su cui sorge il complesso dal notabile Giovan Maria Rizzo per tramite del canonico moranese Don Ambrogio Cozza che col sostegno dalla popolazione si attivò per la sua edificazione, come atto votivo nei riguardi di San Francesco per una grazia ricevuta. Soppresso in epoca napoleonica il 7 agosto 1809 durante il decennio francese, fu concesso in enfiteusi dal governo di Murat al moranese Giuseppe Aronna, colonnello dell'esercito francese. La riapertura al culto avvenne solo dopo la restaurazione borbonica il 16 settembre 1855 su sollecitazione dei cittadini e per interessamento del re Ferdinando II che destinò ai lavori di restauro la somma di mille ducati napoletani durante la sua visita per le Due Sicilie del 1852. A seguito di una seconda soppressione attuata dal nuovo governo unitario, venne nuovamente abbandonato dal 7 luglio 1866, e quindi definitivamente riaperto ai religiosi dal 6 giugno 1877 sino ai giorni nostri.
La chiesa –dedicata a santa Maria degli Angeli – presenta una navata con cappelle sul fianco destro adornate da ricchi altari lignei intarsiati alla cappuccina e risalenti al secolo XVIII, da un crocefisso monumentale in ceramica del '600, dalla statua della Vergine dei sette dolori di Giacomo Colombo (1704), tele e pregevoli statue coeve. L'altar maggiore, anch'esso ligneo e finemente intagliato (con ricco ciborio in tarsie di madreperla e paliotto in scagliola policroma di scuola cappuccina), è sovrastato da una pala di gusto tardo-manierista di Ippolito Borghese e raffigurante S. Francesco d'Assisi, la Vergine in trono ed alcuni santi.
Il monastero si sviluppa intorno ad un ampio chiostro in pietra del seicento, contornato da un austero porticato e cisterna centrale; all'interno è fornito di un'antica biblioteca con più di settemila volumi, fra i quali si annoverano pregevoli manoscritti e stampe preziose.
Dal 1884 al 1889 e nuovamente a partire dal 1990, è Comunità di formazione per i novizi dei Frati Minori Cappuccini dell'Italia Sudpeninsulare e di alcuni Paesi esteri che vi trascorrono l'anno canonico di formazione prima di emettere i voti temporanei.

#### Chiesa del Carmine

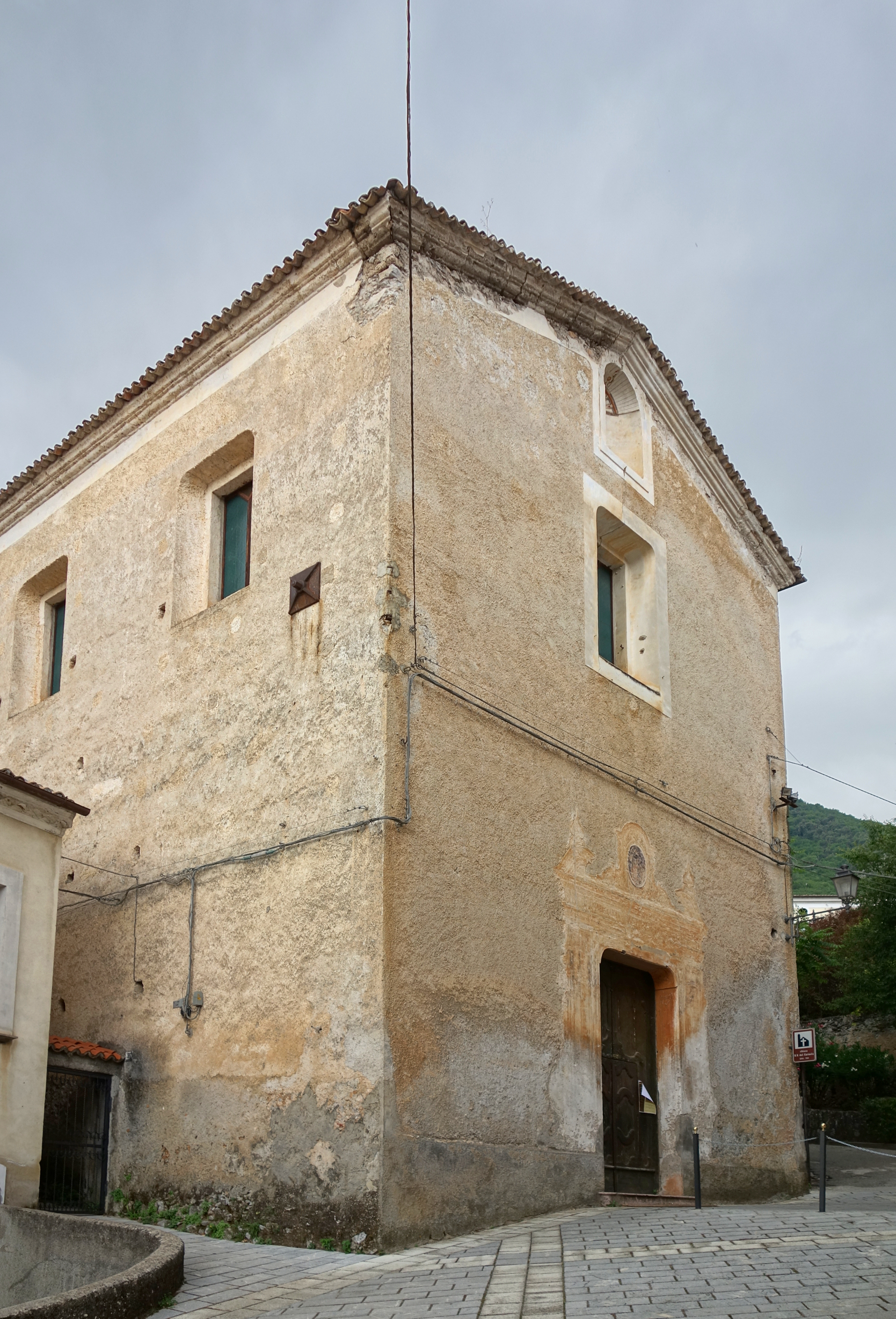
Chiesa del Carmine

Posta nelle adiacenze della Collegiata della Maddalena, venne fondata per opera dell'ordine dei Padri Carmelitani nel 1568, i quali avevano allestito in quello che è l'attuale attiguo palazzo municipale un ospedale in soccorso dei viandanti in terrasanta.
La chiesa è allietata da preziose opere del secolo XVIII tra cui sono esposti all'interno due paliotti su cuoio con decorazioni floreali attribuiti al pittore Francesco Guardi (rispettivamente del S.S. Sacramento e di S. Felice), una tela raffigurante la Vergine del Carmelo fra i santi Lucia e Francesco di Paola di Pedro Torres (altar maggiore) ed una cimasa pittorica di Cristoforo Santanna, raffigurante l'assunzione di Maria. Un piccolo organo positivo del 700' di anonimo dipinto da Gennaro Cociniello adorna la cantoria.

#### Monastero di Colloreto
Sorge a qualche chilometro dal centro abitato, immerso nella boscaglia su un altopiano che sovrasta la campagna circostante lo svincolo autostradale di Morano. Oggi le strutture sono dirute, ma nei secoli scorsi il monastero godette di grande prestigio, soprattutto a seguito delle munifiche elargizioni tributate dai fedeli e dalla nobiltà locale, fra i quali ricordiamo la principessa Erina Kastriota-Skanderbeg, moglie del feudatario Pietrantonio Sanseverino.
Il monastero di Colloreto, (la cui etimologia appare incerta, probabilmente da Colle Loreto in onore della Vergine di Loreto, o da colorìto, termine che ne designerebbe la ridente e pacifica posizione), fu fondato dal Beato Frate Agostiniano Bernardo da Rogliano nel 1546, il quale sceltone il luogo, iniziò la sua esperienza di eremita. Successivamente, lo seguirono altri uomini pii che costruirono il monastero grazie a numerosi atti di beneficenza. L'edificio, così come ancora visibile, appare fortificato con un torrione, e fino ai primi dell'Ottocento anche i suoi interni dovevano apparire sontuosi e ricchi di opere artistiche, ora disseminate nelle chiese cittadine.
Il monastero, accrescendo il suo patrimonio e la sua influenza, subì numerosi attacchi alla sua sopravvivenza, soprattutto a causa delle ingenti proprietà fondiarie che andò cumulando nel corso degli anni. Una prima soppressione avvenne nel 1751 per volere di Carlo III di Borbone per il finanziamento del Real Albergo dei Poveri in Napoli; una seconda e definitiva avvenne nel 1809 con l'avvento francese.
Oggi è divenuto una meta di escursioni sulle falde del Pollino.

### Architetture civili

#### Fontane monumentali
Fontana di Piazza San Nicola
Sorge nel cuore del centro storico occupando il fianco sinistro della piazzetta di San Nicola, verosimilmente ai piedi dell'antica costruzione del seggio cittadino, che la realizzò nel 1590 al tempo del syndicus Decio De Feulo. Sorta da un primo ampliamento dell'acquedotto pubblico i cui lavori si conclusero nello stesso periodo, rappresentò un iniziale risanamento tardo cinquecentesco delle condizioni idriche del centro abitato. Opera pubblica fra le più antiche del borgo, la fonte a tre cannelle con vasca in pietra del periodo è sormontata da una lastra marmorea rappresentante lo stemma civico con il moro in una delle sue più arcaiche figurazioni e da un cartiglio con motto classicheggiante.
Fontana di Piazza Maddalena
Situata nella piazza principale alla destra della Collegiata omonima, rappresenta uno degli interventi pubblici seicenteschi più interessanti. Costruita ai tempi del sindaco Petronella nel 1604 - come riportato nell'epigrafe latina alla base - è sormontata dallo stemma civico modellato in stucco in una delle sue versioni storiche più note. Sorta da un secondo ampliamento dell'acquedotto nell'allora nascente quartiere della Maddalena, la fontana è stata in seguito oggetto di restauri, come l'ampliamento del 1794 durante il sindacato Rescia e quello più recente del 1960 che ha visto una riduzione della portata d'acqua a tre cannelle e il rifacimento della vasca in marmo su progetto originale di Aldo Mainieri.

### Architetture militari

#### Il Castello Normanno-Svevo

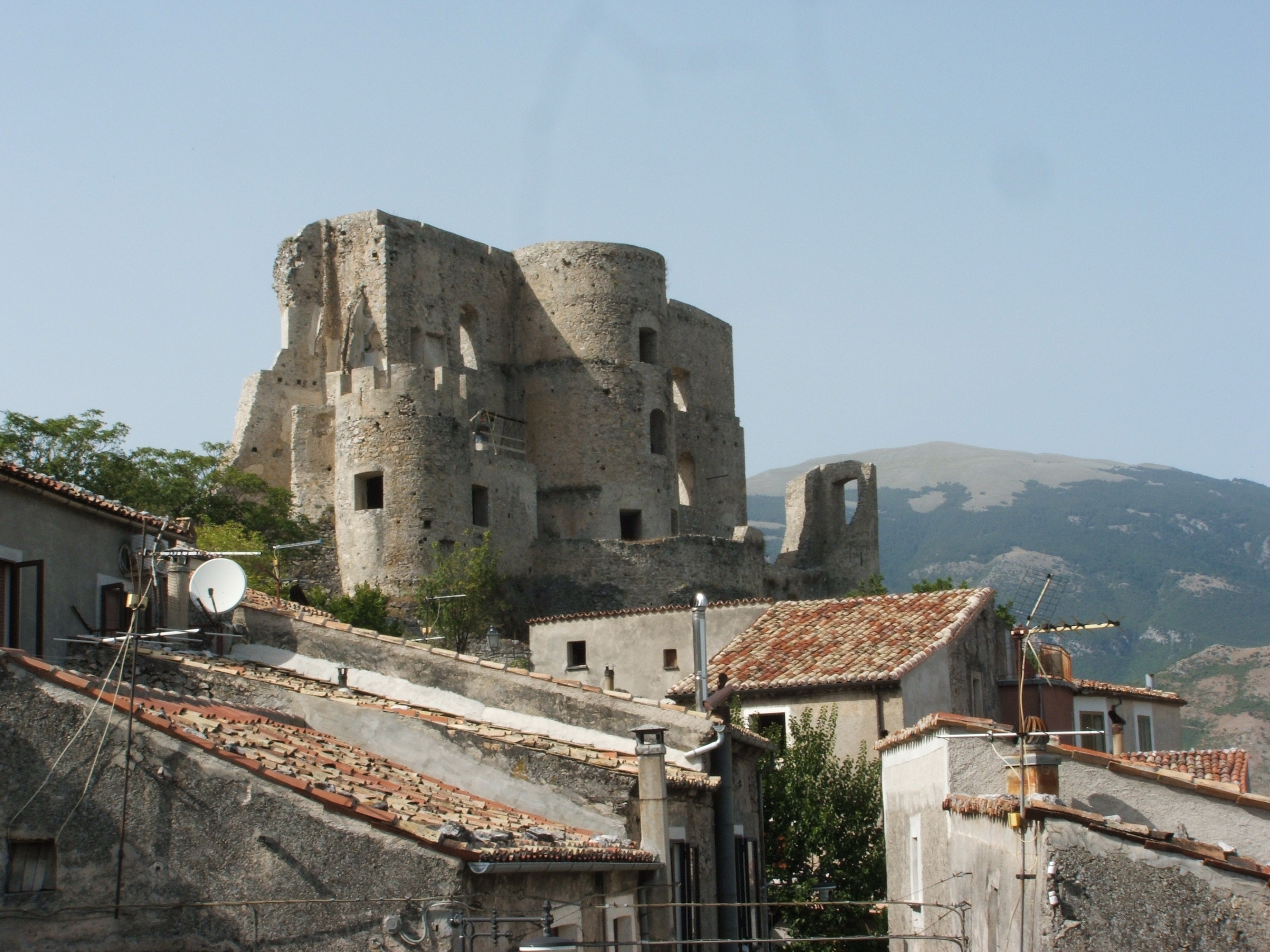
Castello Normanno-Svevo

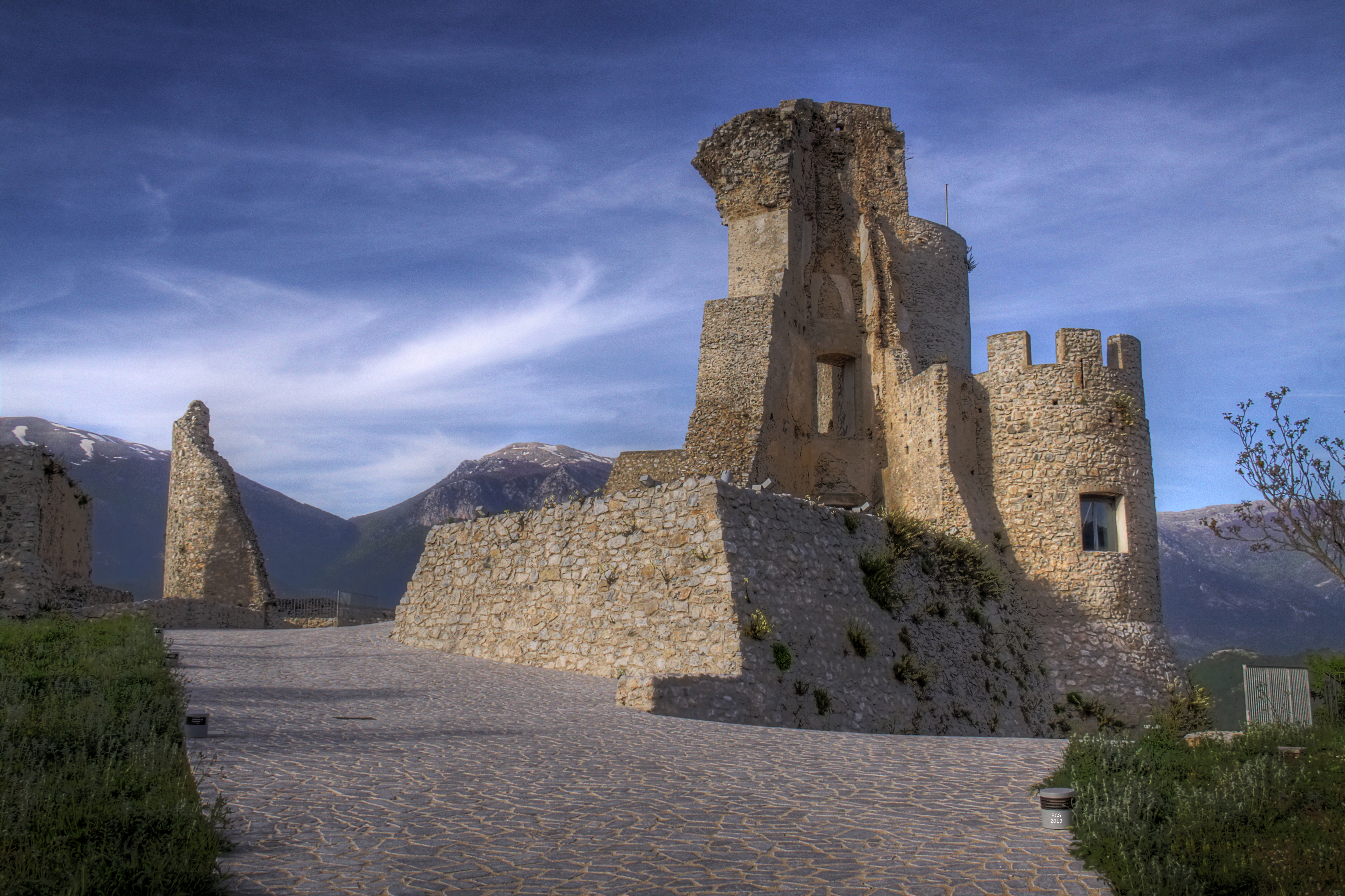
Castello Normanno-Svevo, prospettiva laterale

Appare in ruderi sulla sommità dell'abitato in posizione strategica e dominante tutta la valle dell'antico Sybaris. Le origini risalgono verosimilmente all'epoca romana quando fu eretto un fortilizio, o probabilmente un torrione di avvistamento, il cui basamento in opus incertum rappresentò il nucleo originario sul quale si edificarono i rimaneggiamenti d'epoca normanno-sveva e rinascimentali.
Durante il medioevo la sua posizione soprelevata lungo l'asse viario della antica via Popilia attirò l'attenzione della milizia sveva; fu da allora sede feudale a cominciare da Apollonio Morano, primo feudatario di cui si abbia notizia. Nel XIII secolo l'antica torre romana venne probabilmente ampliata con l'aggiunta di una cinta muraria e di alcune sale, così da conferire all'edificio un primigenio aspetto di castello. Teatro di numerosi episodi d'arme, si ricorda fra i tanti, durante la fase della Guerra del Vespro, l'incursione dei mercenari Almogavari che, assoldati dagli Aragonesi, conquistarono Morano difensivamente impreparata e ne espugnarono il castello facendo prigioniera Benvenuta, detta la Signora di Morano, moglie del feudatario Tancredi Fasanella. Questa, nel seguente anno 1286, essendo Morano con Castrovillari e Taranto passata alla fedeltà di Carlo d'Angiò, da prigioniera divenne carceriera di Manfredi di Chiaromonte, suo congiunto di parte aragonese.
Determinante è però un più radicale e ambizioso restauro del primo quarantennio del Cinquecento, nel periodo compreso fra il 1514 e il 1545. Avviato per volere del feudatario Pietrantonio Sanseverino, il progetto si ispirò al modello più noto del Maschio Angioino di Napoli e per questa fabbrica vennero chiamate alcune fra le più abili maestranze del tempo. Il Castello fu dunque la residenza del feudatario a Morano in maniera più o meno continua fino ai primordi del '700 insieme al Palazzo dei Prìncipi che sorge all'ingresso del borgo accanto alla porta sita sull'accesso dell'antica via delle Calabrie. L'ampliamento del Sanseverino conferì al maniero l'aspetto architettonico e difensivo di cui oggi restano le vestigia. Non se ne ebbero in seguito notizie fino al 1648, quando il feudo passò a Don Ettore dei Principi Spinelli di Scalea, i cui discendenti lo mantennero fino al 1811.
Le ragioni del suo abbandono e deterioramento sono fra le più varie. Nel 1733 la struttura fu gravemente compromessa per ragioni non del tutto chiare, quindi venne duramente bombardato dall'esercito francese durante il periodo napoleonico nel 1806. La sorte fu segnata inoltre da sequenziali spoliazioni, che durante il feudo della famiglia Spinelli, videro l'asportazione di elementi murari e materiali lignei per un loro riutilizzo, condannando la struttura alla sua inevitabile decadenza fino ai recenti restauri degli anni 2000 che hanno consentito il recupero di alcuni locali, dei torrioni frontali, delle mura perimetrali e della spianata retrostante.
L'aspetto contemporaneo suggerisce ancora la conformazione del primo decennio del XVIII secolo: in pianta quadrata, contornato da sei torrioni cilindrici (di cui sopravvivono integralmente solo quello centrale e quello sinistro del fronte), era inoltre circondato da rivellini e fossato, aveva baluardi trimura saettine e ponte levatoio; si elevava per tre piani d'altezza ed era composto da ampie stanze divise in più appartamenti e, nel complesso, si stima avesse la capacità di una guarnigione di mille uomini e fosse predisposto a sopportare lunghi periodi di assedio.

### Aree naturali e siti archeologici

#### Villa Comunale

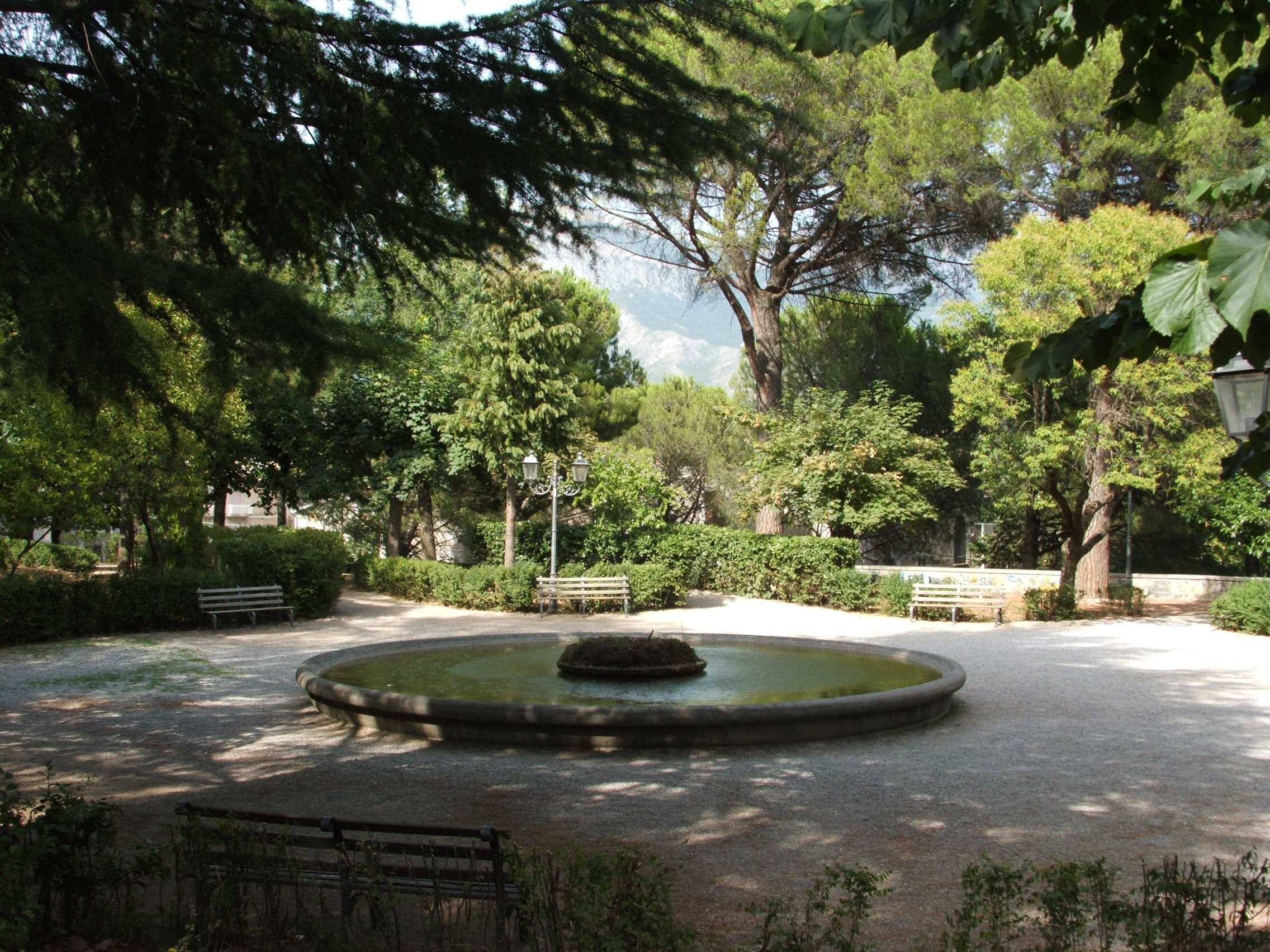
Villa Comunale

Giardino pubblico del Comune di Morano, l'ingresso principale si apre sul fronte del portico di San Bernardino e si situa in un'ansa di viale Gaetano Scorza, alle pendici del centro storico del quale rappresenta il naturale confine con il più recente centro urbano. Dai tre accessi, il parco si dipana in numerosi viottoli in piano e in pendenza cinti da basse siepi che convergono in una piazza centrale dominata da un'ampia peschiera con getto d'acqua. Raccoglie diversi esemplari arborei, alcuni secolari, perlopiù di pini, olmi e faggi, piante da giardino, roseti e qualche scultura in siepe.
Il luogo assolve alla medesima funzione di giardino pubblico da secoli, dapprima come "verziere" pertinente al fondo del monastero di San Bernardino, successivamente come parco civico riqualificato nell'attuale assetto a cominciare dagli anni settanta fino ai novanta. Citato nella Monomachia di Giovan Leonardo Tufarello del 1622, in quegli anni appariva già come "bellissimo giardino, adorno e cinto di verdi alberi, funebri cipressi, alti pini ed antiche querce ed altri alberi fruttiferi e belle pergole con freschissime acque che lo irrigano".

#### Grotte di San Paolo
Sorgono a pochi chilometri dal centro abitato nella contrada omonima. Esplorate dall'ottobre 1980, la loro conformazione è assai articolata ed interessante sotto un profilo speleologico. Sono infatti ricche di concrezioni calcaree, stalattiti e da esili filamenti coralliformi. Si sviluppano per 245 metri con un dislivello di 41; sorgono sul versante meridionale del monte Cappellazzo a circa 682 m s.l.m. con tre ingressi, stratificati nei calcari mesozoici, i quali sboccano in un pozzo franoso dalla profondità di circa 20 m dai quali si accede ad una serie di caverne ed una grande sala centrale. Praticabili solo da esperti speleologi, non sono valicabili nella totalità della loro estensione per via di un torrente sotterraneo che le attraversa.

#### Monte Sassóne
Si trova a circa 4 km dal centro abitato sulla strada provinciale che conduce al borgo di San Basile.
Potrebbe trattarsi dell'antica Xiféo, o secondo quanto afferma lo storico romano Tito Livio, della antica cittadella di Lymphaeum, coinvolta durante alcune fasi delle guerre puniche. Sull'antico monte, più simile ad un piccolo altopiano che cade a strapiombo sulla gola sottostante, vi sono ancora le tracce di due muraglioni al suo ingresso, su un piccolo sentiero che si apre dalla strada per San Basile: questi, sono i resti di una porta che faceva breccia sull'antica cinta muraria. Essa si estendeva per circa 1.500 metri e con probabilità fu eretta dai Longobardi. Non si hanno molte notizie circa la scomparsa degli insediamenti di Sassone, talora ascritta al corso del XIV secolo.
Nel 1860 nella gola alle falde del monte è stata scoperta la cosiddetta grotta di Donna Marsilia, usata come necropoli durante il Neolitico fino all'età del bronzo. Sono state rinvenute numerose reliquie, frammenti litici ed uno scheletro: gran parte dei reperti sono custoditi al Museo Archeologico di Reggio Calabria.

## Società

### Evoluzione demografica
Abitanti censiti

Dati statistici generali
Secondo i dati dell'ultimo censimento nazionale dell'Istat, al 31 dicembre 2011 la popolazione del comune di Morano Calabro era composta da 4.623 abitanti di cui 2.299 maschi e 2.324 femmine; gli abitanti totali nel precedente censimento del 2001 erano 4.966, il che evidenzia un decremento totale pari al -7,1 %, il più drastico dal censimento del 1931 quando era calcolato al -12,1 %. Il numero massimo di abitanti residenti si riscontra invece nel terzo censimento generale, nel quale risultavano al 31 dicembre 1881 9.974 abitanti; al successivo del 1901, la popolazione subì il più drastico calo della sua storia mai riscontrato dall'inizio della serie statistica, esso era pari al -33,9 % per un totale di 6.596 abitanti, causato da una forte ondata migratoria.

### Etnie e minoranze straniere
Al 31 dicembre 2018 erano presenti 149 residenti di origine straniera, in prevalenza provenienti dalla Romania, che costituivano il 3,4% della popolazione complessiva del comune.

## Cultura

### Istruzione

#### Scuole
Nel comune di Morano Calabro si trovano una Scuola Materna dell'infanzia, una Scuola Elementare e una Scuola Media Statale.

#### Musei
- Museo di Storia dell'Agricoltura e della Pastorizia, ideato e realizzato da Francesco Mainieri (1930-2015), allestito nel centro storico di Morano, nei locali di palazzo Salmena. Custodisce antichi oggetti agricoli con riferimento ai vari passaggi della storia contadina[76].
- Museo e centro studi naturalistici "Il Nibbio", custodisce reperti sulla flora e sulla fauna del Parco del Pollino.

### Eventi

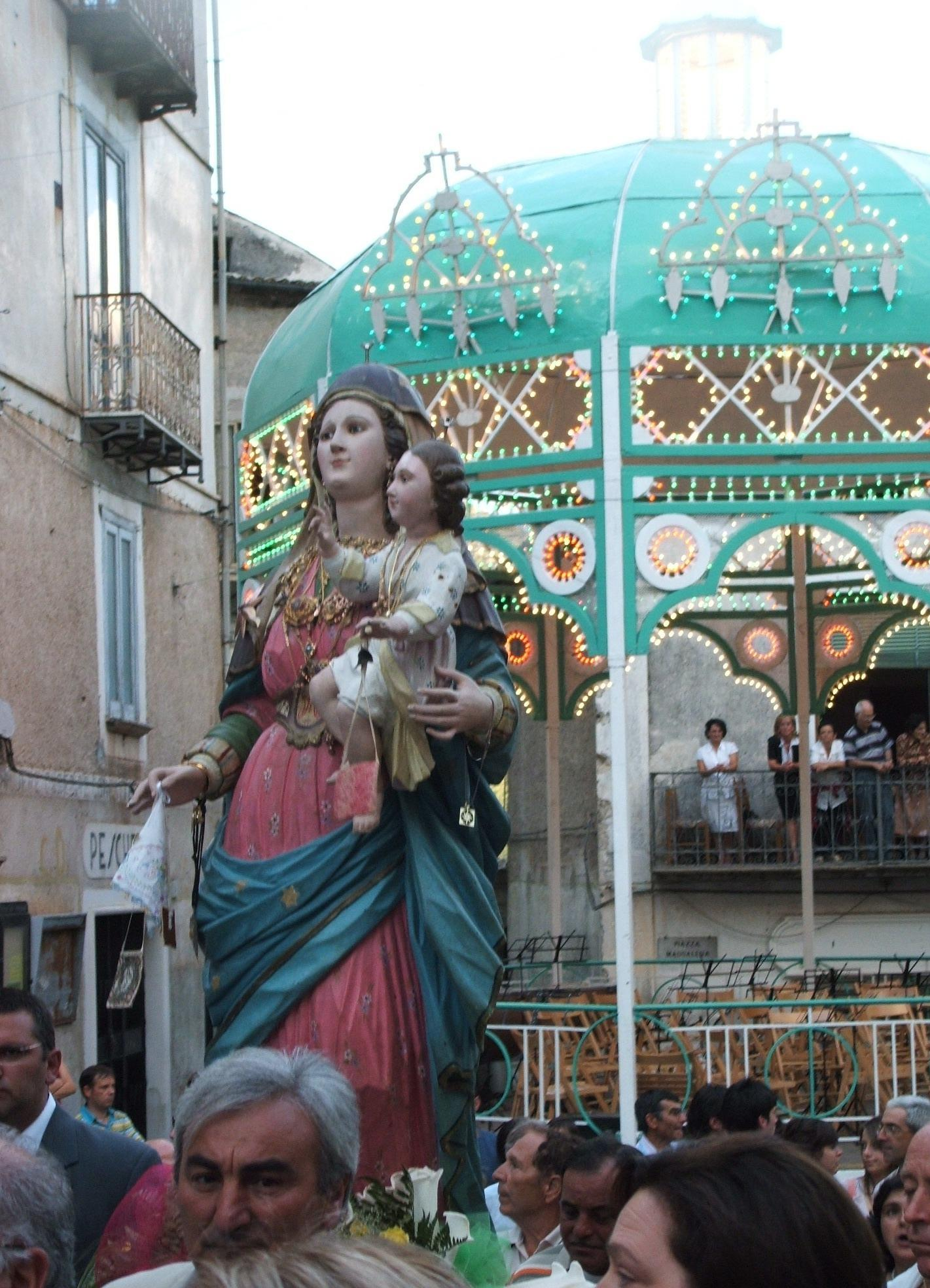
Festa del Carmine

- Nel mese di maggio in occasione della festa patronale, viene annualmente svolta in più giorni la festa della bandiera, rievocazione storica della battaglia fra moranesi e saraceni con ricco corteo storico in costume rinascimentale, con sbandieratori e cavalieri.
- Fra il 15 e il 16 luglio, viene celebrata la festività in onore della Beata Vergine Maria del Monte Carmelo. Nota anche come "festa dell'emigrante", questa manifestazione religiosa è divenuta nel corso degli anni un simbolo del legame fra i moranesi residenti in Italia e all'estero. A questo proposito si svolge nel pomeriggio del 15 luglio una cerimonia con offerte votive recitate in molte lingue del mondo da parte degli emigranti.[senza fonte]

### Cucina
La gastronomia moranese, permeata dai sapori della cucina povera, si avvale delle colture del territorio come legumi, cereali, ortaggi e privilegia i sapori naturali, il “fatto in casa”, le classiche tecniche di preparazione retaggio del mondo contadino. I tanti prodotti locali, frutto delle lavorazioni artigianali tradizionali (formaggi, salumi, conserve alimentari con olio o aceto), si uniscono alle pietanze popolari come la pasta fresca, le minestre, le zuppe preparate secondo le usanze domestiche all'insegna della genuinità e del rispetto del passato.
Tra le ricette, sono caratteristici i maccheroni al ferretto, gli involtini di carne, lo stoccafisso con le patate, il soffritto di interiora di agnello e i piatti della cultura agricolo-pastorale quali i peperoni, uova e salsiccia (cancarèddrə gova e savuzìzza), la frittata di cipolla (frittètə ’i cipuddrə) e le patate e peperoni (patènə e cancarèddrə), preparati un tempo in occasione delle attività lavorative stagionali. I dolci tipici (cicirèta, cannarìtulə, giurgiulèa) a base di miele, i cui nomi e forme particolari rimandano ad antiche credenze popolari, sono caratteristici delle festività invernali.

## Geografia antropica

### Urbanistica storica

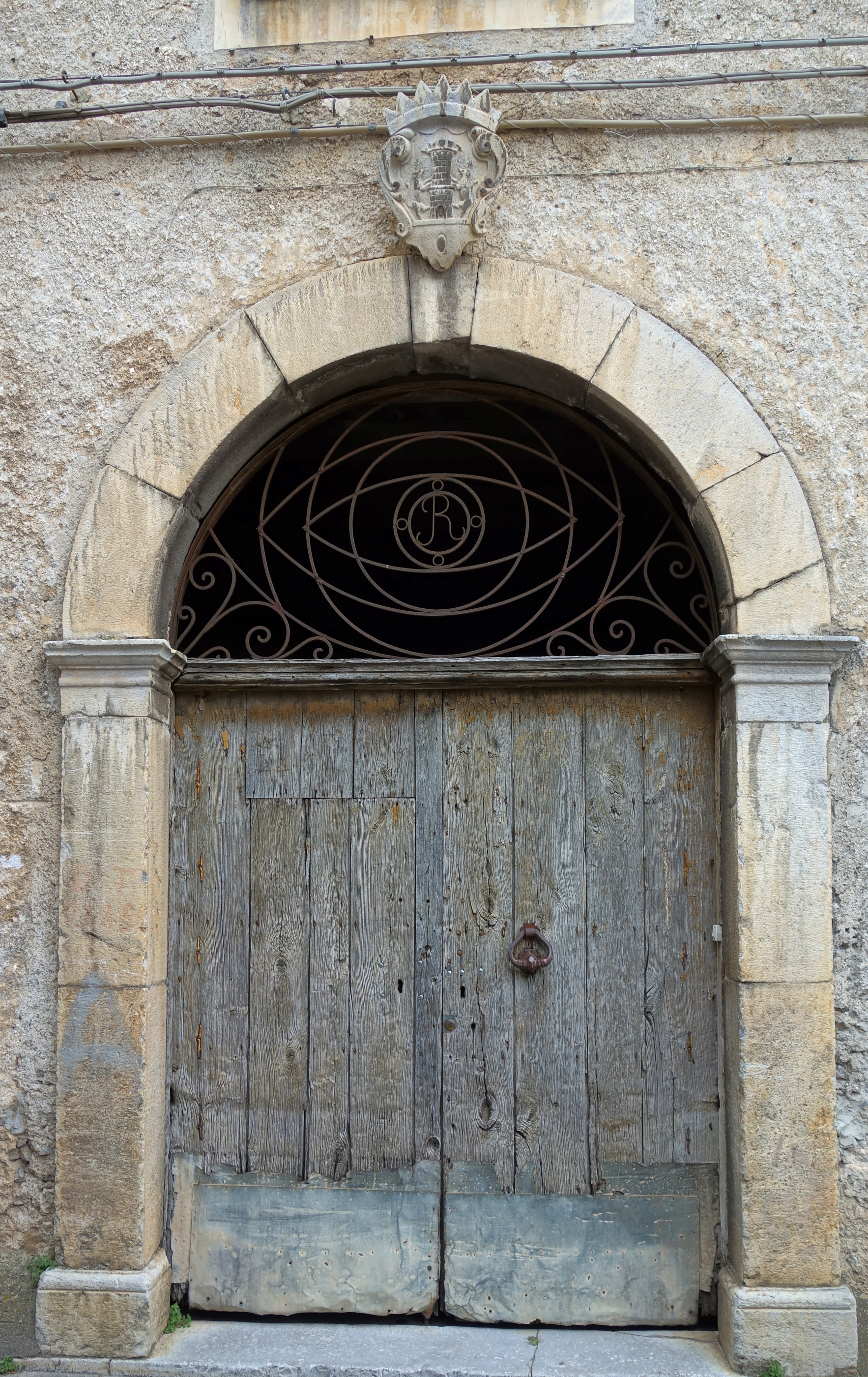
Portale di Palazzo Rocco in via Ferrante, centro storico

L'antico nucleo del centro urbano si trova arroccato su un colle di forma conica alto 694 metri s.l.m. alla cui sommità si trovano i ruderi di un antico maniero di epoca Normanno-Sveva. L'abitato si sviluppa degradando dalla sommità alla base del colle e creando una suggestiva illusione prospettica per cui le abitazioni paiono essere attaccate le une alle altre. Tale assetto urbano si fa risalire prevalentemente all'epoca medievale: è tuttavia accertato che l'odierno castello, potrebbe ricalcare un più antico fortilizio difensivo di epoca romana, dal che non appare inverosimile ipotizzare un assetto urbanistico originario già caratterizzato in forma embrionale in tale periodo.
Nelle epoche successive, l'abitato si è esteso modellandosi sulla struttura del colle fino a sfociare verso i primi del Settecento, nel quartiere di via vigna della Signora, anticamente definito lo burgo, fuori dalla cinta muraria.
A seguito delle varie mutazioni socio-economiche del secolo scorso, nella seconda metà degli anni sessanta ebbe inizio una fase di ampliamento verso il pianoro prospiciente l'antico nucleo cittadino, dove oggi sorgono nuovi moderni edifici.

### Frazioni

#### Campotenese

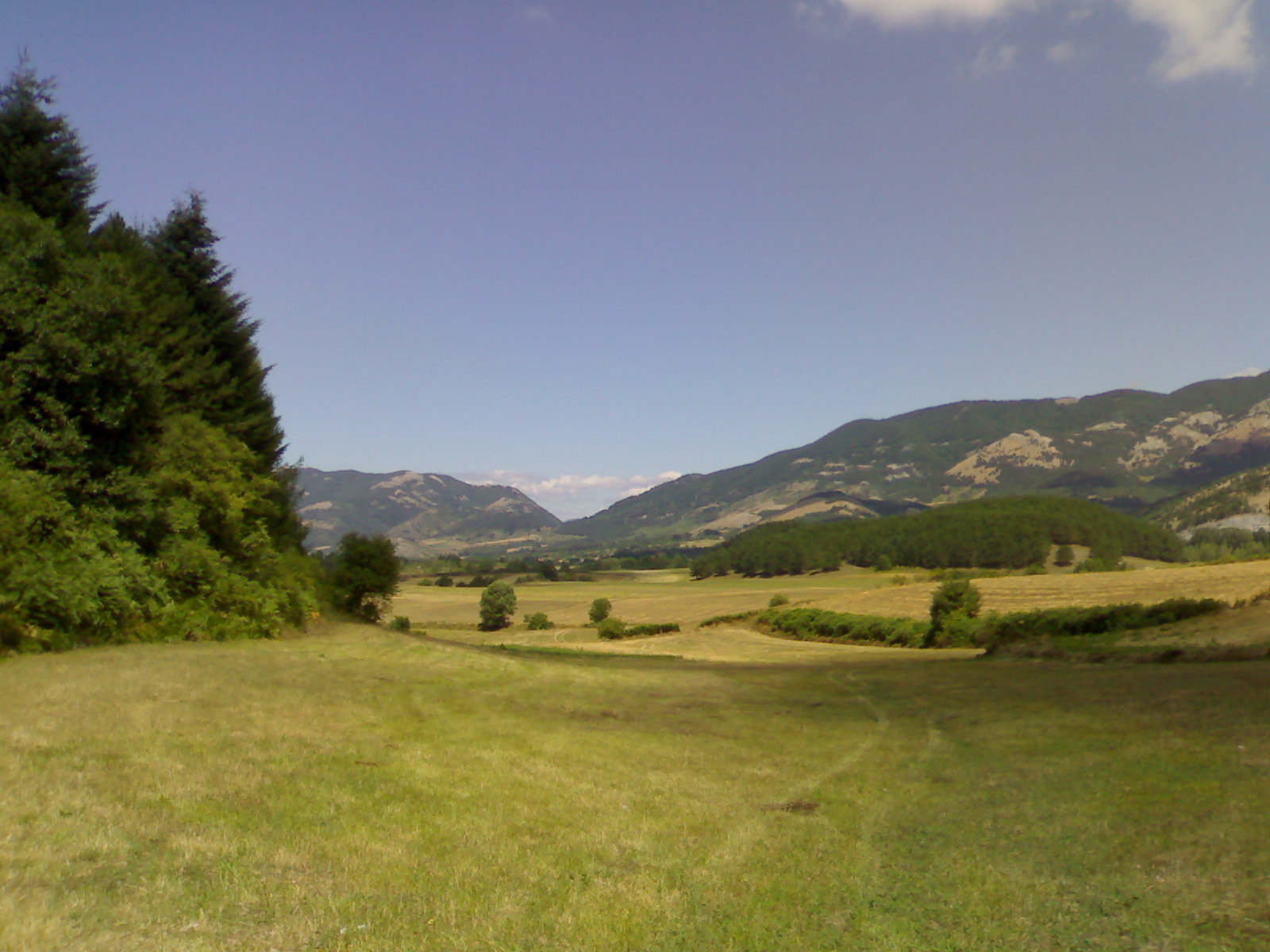
Panorama di Campotenese

La frazione di Campotenese, è situata a 1015 m s.l.m. e a una distanza di 12 km dal nucleo abitativo centrale del comune.
Durante il XIX secolo vi fu eretto un forte (ora distrutto) da parte dell'esercito napoletano, nei pressi del quale avvenne nel 1806 la battaglia di Campotenese fra il generale borbonico Damas e il generale napoleonico Reynier, che vide vittorioso quest'ultimo.
Vi si trovano alcune aziende agricole per la produzione di latticini e carni ed un consorzio per la produzione di funghi. Rappresenta la porta naturale per il Parco nazionale del Pollino, grazie allo svincolo della Autostrada A2.

### Quartieri e Contrade
- Centro Storico: suddiviso nei seguenti rioni:[77] San Pietro (o Castello); San Nicola (o Giudea); Maddalena (o Olmi).
- Contrade e zone limitrofe: Matinàzza; Fiume; Stazione; Cerasali; Uliveto; Piana; Foce; Mazzicanìno; Don Stefano; Cutura; Pigne; Terra Rossa; Santa Margherita; San Paolo; Gonéa; Calcinaia; San Marco; San Rocco; San Giacomo; San Nicola; Sassone; Crocefisso; Campotenese; Pavone; Povelli; Campizzo; Rosole; Campolongo;

## Economia
L'economia si basa essenzialmente sulle attività turistiche, dal 2003 il comune è associato al circuito dei borghi più belli d'Italia è inoltre insignito della Bandiera arancione del Touring Club Italiano.

## Infrastrutture e trasporti
Morano Calabro è raggiungibile grazie al proprio svincolo sull’Autostrada A2 del Mediterraneo al km 187, a quello di Campotenese al km 177, e dalla ex strada statale 19 delle Calabrie (ora S.P. 241) nel tratto Mormanno-Castrovillari.

## Amministrazione

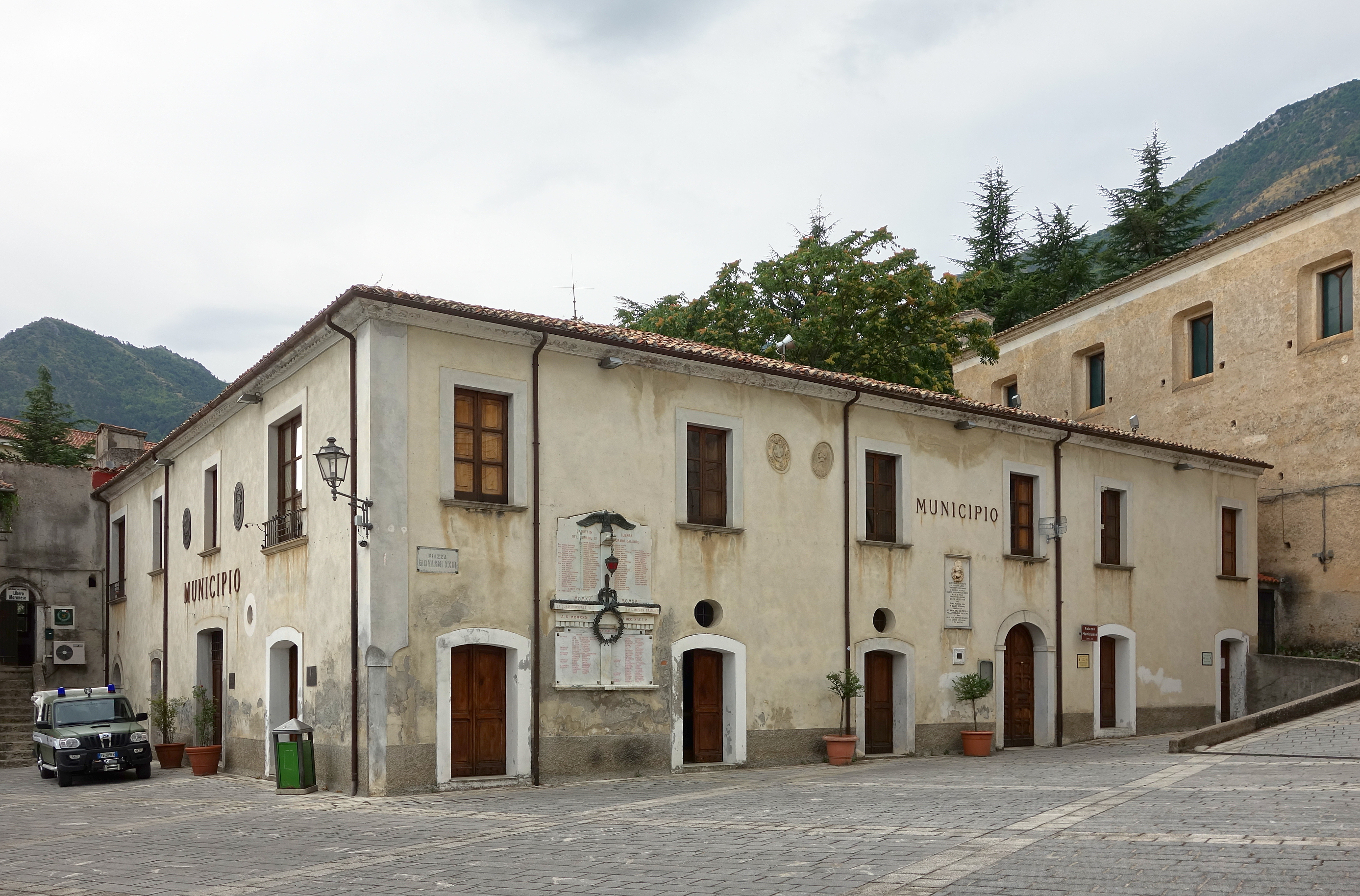
Municipio

| Periodo | Periodo   | Primo cittadino     | Partito        | Carica                  | Note |
| ------- | --------- | ------------------- | -------------- | ----------------------- | ---- |
| 1994    | 2002      | Francesco Di Leone  | centrosinistra | sindaco                 |      |
| 2002    | 2006      | Pio Paternostro     | centrosinistra | sindaco                 |      |
| 2006    | 2008      | Nicolò De Bartolo   | lista civica   | sindaco                 |      |
| 2008    | 2009      | Giuseppe Di Martino |                | commissario prefettizio |      |
| 2009    | 2014      | Francesco Di Leone  | lista civica   | sindaco                 |      |
| 2014    | 2024      | Nicolò De Bartolo   | lista civica   | sindaco                 |      |
| 2024    | in carica | Mario Donadio       | lista civica   | sindaco                 |      |

### Gemellaggi

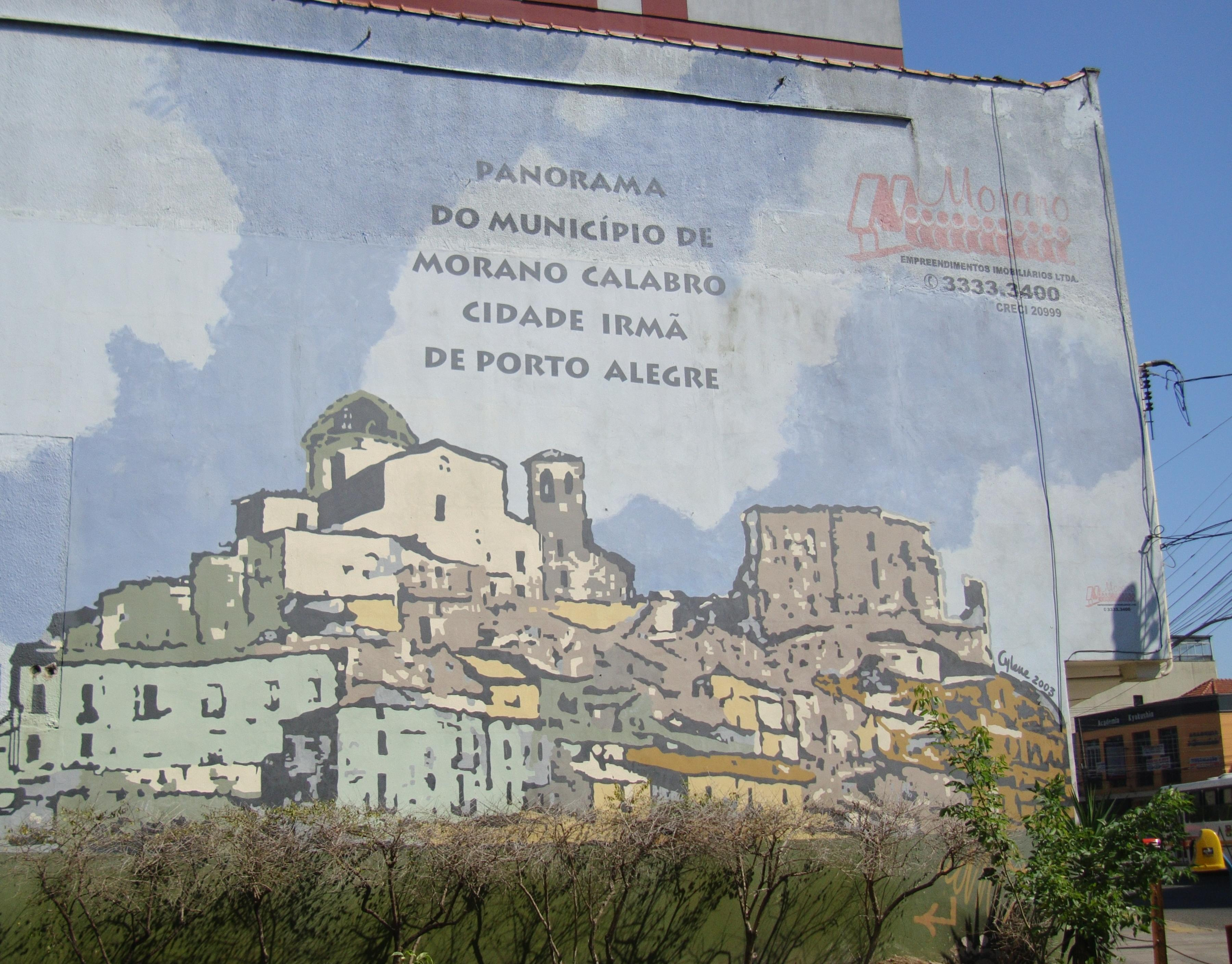
Porto Alegre, Brasile. Murale con panorama di Morano in ricordo del gemellaggio

- Porto Alegre, dal 1982

## Sport
Nel 1980 la frazione di Campotenese è stata sede di arrivo della 11ª tappa del Giro d'Italia partita da Palinuro e vinta da Gianbattista Baronchelli.
Nell'ambito speleologico nel borgo ha sede il Gruppo Speleo del Pollino, fondato nel 1987. Riconosciuto a livello nazionale per le sue attività di ricerca orografica e di studio del sottosuolo, ed in particolare del circondario del Parco nazionale del Pollino, è iscritto dal 1997 fra le associazioni di volontariato e di protezione civile italiane.